# Eleição presidencial no Brasil em 2010
A eleição presidencial de 2010 no Brasil foi realizada em dois turnos. O primeiro aconteceu em 3 de outubro de 2010, e o segundo em 31 de outubro de 2010, ambos em domingos. Foi a 6.ª eleição presidencial do país após a promulgação Constituição Federal de 1988. Esta foi a primeira vez desde o pleito de 1989, a primeira eleição direta para presidente desde 1960, em que Luiz Inácio Lula da Silva não foi candidato a presidente.
Em 31 de outubro de 2010, Dilma Rousseff, do Partido dos Trabalhadores, é eleita a primeira presidente mulher da República Federativa do Brasil, a assumir em 1º de janeiro de 2011 sucedendo ao também presidente petista Luiz Inácio Lula da Silva.

## Candidatos
Os candidatos dos dois maiores grupos políticos foram a ex-ministra-chefe da Casa Civil do governo Lula Dilma Rousseff, da coligação Para o Brasil seguir mudando, tendo o deputado Michel Temer como candidato a vice-presidente, e o ex-governador de São Paulo, José Serra, da coligação O Brasil pode mais, tendo o deputado Indio da Costa como candidato a vice.
Segundo um artigo da agência Reuters, ambos os candidatos ofereciam pouco risco à estabilidade econômica do país e seriam capazes de manter o superávit primário do orçamento a fim de pagar a dívida pública e reduzir a taxa da dívida no PIB. No mesmo artigo, em uma análise sob a perspectiva econômica e fiscal, são indicadas diferenças significativas em questões como disciplina fiscal, política externa e intervenção estatal. Segundo essa visão, Serra poderia conter as despesas correntes de forma mais eficaz e Dilma favoreceria um papel maior no estado na economia, com a criação de mais empresas estatais. Serra, que autorizou a venda do banco Nossa Caixa em 2008, é visto como mais aberto às privatizações. Era esperado que Dilma e Serra manteriam a política externa independente adotada por Lula, impulsionando laços com nações em desenvolvimento, pressionando pela reforma em organismos multilaterais e lutando para um assento permanente do país no Conselho de Segurança das Nações Unidas.
Apesar dessa visão aparentemente pacífica oferecida por esse artigo sobre os candidatos e suas propostas, muitas questões polêmicas, que apareceram especialmente no segundo turno, tornaram difícil para o eleitor identificar exatamente os fatos históricos e a plataforma de governo a ser implementada por cada um dos dois principais candidatos, caso eleito.
Marina Silva, ex-ministra do meio ambiente de Lula, era a candidata que ocupava a terceira posição nas pesquisas. No final de 2009, ela trocou o PT, partido que integrava desde sua fundação, para se juntar ao Partido Verde (PV). Internacionalmente conhecida por defender a Floresta Amazônica, Marina ainda não se destacou no Brasil, obtendo sempre menos de 7% nas pesquisas de intenção de voto. Era esperado que Heloísa Helena, da Frente de Esquerda (formada por PSOL, PSTU e PCB), lançasse sua candidatura. Heloísa é ex-senadora pelo estado de Alagoas e fundou o PSOL após ser expulsa do PT em 2003 por criticar a aproximação do partido com forças de centro. Se eleita, seria a única entre os principais candidatos que poderia abandonar as políticas econômicas favoráveis ao mercado. Entretanto, Heloísa não se candidatou à presidência para tentar reconquistar sua cadeira no Senado. Assim sendo, Plínio de Arruda Sampaio foi o candidato presidencial do PSOL.
Quando Marina lançou sua candidatura, houve especulação na mídia de que Heloísa poderia abandonar sua candidatura para formar uma coalizão com ela. Conforme esta possibilidade era noticiada, o PSTU anunciou que se tal coalizão fosse formada, lançaria a candidatura de seu presidente José Maria de Almeida. Entretanto, uma resolução aprovada pelos membros do PSOL determinava que uma coalizão seria formada caso o PV abandonasse suas alianças. Esta resolução tornou muito difícil a possibilidade de uma aliança PSOL-PV, uma vez que o PV era liderado pelo filho de José Sarney, o deputado Sarney Filho, e Marina já havia dito que sua candidatura não poderia ser vista como de oposição ao projeto de Lula. Uma outra facção do PV, liderada por Fernando Gabeira, era explicitamente a favor de uma aliança com Serra, o que significava que havia poucas pessoas no PV dispostas a aceitar a proposta do PSOL. Conforme a Rede Brasil Atual relatou, "a coligação caminha muito mais pela vontade da pré-candidata do PV, Marina Silva, e da presidente do PSOL, Heloísa Helena, do que por aspirações de ambas as siglas". Em 21 de janeiro de 2010, o grupo ligado a Heloísa Helena pôs fim às especulações lançando a pré-candidatura de Martiniano Cavalcante, líder do PSOL em Goiás.
O secretário-geral do PCB nacional, Ivan Pinheiro, afirmou no programa eleitoral do partido que seria candidato à Presidência da República.
O vice-presidente nacional do PTC (antigo PRN e atual Agir), Ciro Moura, afirmou no programa eleitoral do partido (ocorrido em 8 de abril de 2010) que seria candidato à Presidência da República.
Em 10 de abril de 2010 o PSOL oficializou Plínio de Arruda Sampaio como pré-candidato do partido à Presidência da República.
Em 27 de abril de 2010 o PSB decidiu retirar a pré-candidatura de Ciro Gomes em razão do seu baixo desempenho nas pesquisas e da grande preferência dos diretórios regionais em apoiar a pré-candidatura de Dilma Rousseff. Outro pré-candidato que saiu da disputa foi o ex-governador do Paraná, Roberto Requião. Em 18 de maio de 2010, sua legenda, o PMDB, oficializou Michel Temer como vice na Chapa do PT à presidência.
Em 27 de junho de 2010 o PT do B (atual Avante) desiste da candidatura própria de Mario Oliveira para apoiar o paulista José Serra.
Em 30 de junho de 2010 o PSC retira o apoio a candidatura de José Serra e adere a campanha de Dilma Rousseff. No mesmo dia, o PTC decide retirar a candidatura de Ciro Moura para apoiar a campanha da candidata do PT.
Em razão de uma resolução do TSE, o PSL (atual União Brasil) desistiu de manter a candidatura de Américo de Souza e o PHS (incorporado  ao atual Podemos em 2019) desistiu da candidatura de Oscar Silva à Presidência da República. Entretanto, aos 10 de julho de 2010, Américo de Souza registrou seu nome na disputa presidencial contra a vontade da  Executiva Nacional do Partido Social Liberal(PSL), provocando uma crise dentro do mesmo. Entretanto, dias depois, em 15 de julho, o ministro do TSE, Ricardo Lewandowski, indeferiu o registro do maranhense.
Evitando adentrar a fase crítica da campanha sem se posicionar na disputa presidencial e garantindo uma maior proximidade a um eventual sucessor do presidente Lula, o presidente nacional do PP (atual Progressistas), Francisco Dornelles, anunciou no dia 14 de julho de 2010 apoio informal de seu partido à candidatura de Dilma Rousseff ao Palácio do Planalto. Como a decisão tardia não tem a chancela da convenção nacional, o PP não poderá ceder seu tempo de rádio e TV para a coligação de partidos que apoia a candidatura Dilma.
O primeiro debate eleitoral entre os principais candidatos à presidência aconteceu no dia 5 de Agosto de 2010 e foi promovido em São Paulo pela Rede Bandeirantes de Televisão. Estiveram presentes a candidata mineira Dilma Rousseff, os paulistas José Serra (PSDB) e Plínio de Arruda Sampaio (PSOL), e a acriana Marina Silva (PV). Apesar da pouca participação, o candidato do PSOL foi um dos mais comentados em mídias sociais como Twitter.

### Lista dos candidatos
Nota: a tabela a seguir está organizada por ordem alfabética de candidatos.
| Candidato(a)             | Candidato(a)             | Candidato(a) | Último cargo político                              | Partido e número | Candidato(a) a vice        | Coligação                                                                         | Tempo no horário eleitoral |
| ------------------------ | ------------------------ | ------------ | -------------------------------------------------- | ---------------- | -------------------------- | --------------------------------------------------------------------------------- | -------------------------- |
| Dilma Rousseff           | Dilma Rousseff           |              | Ministra-chefe da Casa Civil do Brasil (2005–2010) | PT — 13          | Michel Temer (PMDB)        | Para o Brasil seguir mudando (PT, PMDB, PDT, PCdoB, PSB, PR, PRB, PSC, PTC e PTN) | 10m 39s                    |
| Ivan Pinheiro            | Cristovam Buarque        |              | Sem cargo político anterior                        | PCB — 21         | Edmilson Costa (PCB)       | Sem coligação                                                                     | 0m 56s                     |
| José Maria Eymael        | José Maria Eymael        |              | Deputado federal por São Paulo (1986–1995)         | PSDC — 27        | José Paulo Neto (PSDC)     | Sem coligação                                                                     | 0m 56s                     |
| José Serra               | José Serra               |              | Governador de São Paulo (2007–2010)                | PSDB — 45        | Indio da Costa (DEM)       | O Brasil pode mais (PSDB, DEM, PPS, PMN, PTdoB e PTB)                             | 7m 19s                     |
| Levy Fidelix             | Levy Fidelix             |              | Sem cargo político anterior                        | PRTB — 28        | Luiz Eduardo Duarte (PRTB) | Sem coligação                                                                     | 0m 56s                     |
| Marina Silva             | Marina Silva             |              | Senadora pelo Acre (1995–2011)                     | PV — 43          | Guilherme Leal (PV)        | Sem coligação                                                                     | 1m 23s                     |
| Plínio de Arruda Sampaio | Plínio de Arruda Sampaio |              | Deputado federal por São Paulo (1985–1991)         | PSOL — 50        | Hamilton Assis (PSOL)      | Sem coligação                                                                     | 1m 02s                     |
| Rui Costa Pimenta        | Rui Costa Pimenta        |              | Sem cargo político anterior                        | PCO — 29         | Edson Dorta Silva (PCO)    | Sem coligação                                                                     | 0m 56s                     |
| Zé Maria                 | Zé Maria                 |              | Sem cargo político anterior                        | PSTU — 16        | Cláudia Durans (PSTU)      | Sem coligação                                                                     | 0m 56s                     |

## Campanha
A campanha oficial começou em 6 de julho de 2010. O Tribunal Superior Eleitoral aceitou a candidatura de todos os nove candidatos. De acordo com as diretrizes do TSE, uma vez que a campanha oficial teve início, os candidatos estão autorizados a participar de passeatas, carreatas, e utilizar caminhões de som para pedir votos e distribuir panfletos. Entretanto, estão proibidos de distribuir camisetas, bonés, e brindes como chaveiros e canetas. Comícios são permitidos, porém concertos de música são proibidos. Os candidatos não estão autorizados a fazer propagandas em postes, pontes, clubes, e outros locais de uso comum. Anúncios de outdoors são proibidos, bem como participação na inauguração de instalações públicas.

### Questões

#### Questões polêmicas
Durante a campanha, especialmente no segundo turno, o embate entre os candidatos mais votados Dilma Rousseff e José Serra tornou-se mais acirrado. Algumas questões foram recorrentes nesta fase - na propaganda gratuita na TV, na Internet e outros meios de comunicação -, especialmente: comparação entre os governos Lula e FHC, descriminalização do aborto no Brasil, atuação de Serra e Dilma durante a ditadura militar, religião, comparação entre as propostas de campanha e a ação efetiva dos candidatos quando investidos em cargos públicos, casamento e união civil entre pessoas do mesmo sexo, identificação da autoria das ações de governo defendidas por ambos os candidatos, privatização e tamanho do Estado brasileiro, política de gestão da Petrobras e das reservas de petróleo do pré-sal, reforma da previdência, reforma política, Programa de Aceleração do Crescimento, ação social do governo para erradicação da pobreza. A manipulação de informações pelos comitês de campanha e pelos apoiadores de um lado e de outro, especialmente na Internet, tornou difícil para os eleitores julgarem o que seriam os fatos verdadeiros e os boatos falsos associados a essas questões polêmicas.

#### Saúde pública
Uma das principais questões na saúde pública, debatidas bem antes da eleição, levantada pela campanha de Rousseff, é a questão do crack. Como resposta à campanha dela, Serra disse que estabeleceria clínicas para tratar dependentes. Também disse que entregaria mais de 150 clínicas de especialidade médica em dois anos. Rousseff disse que expandiria medidas atualmente implementadas no governo Lula. Ela também defendeu a necessidade de produção nacional e distribuição de remédios, através do aumento do investimento público. Marina defendeu o foco em prevenção de doenças.

#### Educação
Serra se comprometeu a investir na infraestrutura do ensino fundamental em escolas públicas, enquanto Rousseff disse que erradicar o analfabetismo é sua maior prioridade. Ela também propôs a criação de um Sistema Nacional de Educação Articulado para reformular os mecanismos empregados na gestão do setor. Marina disse que seu foco era investir intensivamente em todos os níveis da educação formal. Ela também defendeu a ampliação ao acesso às tecnologias e a adoção de linhas centrais a serem abordadas pelos educadores.

#### Prosperidade
Serra se comprometeu a manter o Bolsa Família, alegando que seria ampliado através de auxílio aos jovens que fazem cursos de formação profissional. Dilma disse que vai expandir o programa, defendendo o "fortalecimento institucional" do Ministério do Desenvolvimento Social e Combate à Fome, o que significa que o ministério será responsável pela integração de todas as políticas sociais do governo. Marina defende uma "terceira geração de bem-estar social", o que seria alcançado através de parcerias com o setor privado e da estruturação de mais projetos sociais.

#### Trabalho
Serra comprometeu-se a ampliar as escolas técnicas, a fim de criar mais empregos. Também disse que melhorar a infraestrutura de serviços públicos seria uma ferramenta para a criação de novos empregos. Rousseff defendeu a manutenção das políticas econômicas do governo Lula, mas também prometeu realizar uma reforma fiscal, a fim de avaliar as despesas dos trabalhadores. Marina prometeu a criação dos green jobs, através de incentivos fiscais para empresas amigáveis ambientalmente, a fim de reduzir a emissão e o consumo de dióxido de carbono.

#### Segurança
Embora não tenha sido incluída no seu plano de governo, a principal proposta de Serra para a segurança pública é a criação do Ministério de Segurança Pública. Por outro lado, Rousseff prometeu expandir o atual Programa Nacional de Segurança Pública e Cidadania para todo o país. Ela também prometeu a criação de um Fundo Constitucional de Segurança Pública, o que daria aumentos aos salários dos policias em todo o país. Marina defendeu a criação de uma "nova estrutura institucional para segurança pública", o que combinaria o trabalho da polícia com investimentos em políticas de prevenção.

### Debates
|                   |                 |                 |                               |
| Dilma Rousseff PT | José Serra PSDB | Marina Silva PV | Plínio de Arruda Sampaio PSOL |

Para a eleição presidencial de 2010, o Tribunal Superior Eleitoral aprovou três debates televisionados, além de um debate pela internet sem precedentes, que foi realizado pelo Universo Online e Folha de S. Paulo em 18 de agosto.
Segundo as diretrizes do TSE, os candidatos cujos partidos não são representados na câmara mais baixa do Congresso Nacional não podem participar de debates televisivos. Tais candidatos contestam essa decisão, a fim de pode participar dos debates.
O primeiro debate presidencial foi realizado em 5 de agosto, na Rede Bandeirantes. O segundo debate foi realizado em 18 de agosto pelo portal da internet UOL e o jornal Folha de S. Paulo. Foi o primeiro debate presidencial transmitido exclusivamente através da internet na história do país.

### Programa eleitoral
De acordo com a lei eleitoral, todas as redes de acesso gratuito de televisão e rádio devem reservar dois programas de 50 minutos por dia de 17 de agosto até 30 de setembro de 2010. O tempo reservado a cada um dos candidatos é determinado com base no número de assentos ocupados pelos partidos que correspondem a sua coligação na Câmara dos Deputados. Os programas eleitorais são considerados uma ferramenta-chave de campanha no Brasil, onde a televisão e o rádio são as principais fontes de informação para muitos eleitores. O horário eleitoral gratuito também inclui candidatos concorrendo a cargos como Governador, Deputados Estadual e Federal, e Senador. Os partidos também são autorizados a fazer seis anúncios de 30 segundos por dia.
Os programas eleitorais televisivos de José Serra foram criticados por focar-se muito nas questões de saúde pública; o correspondente do jornal Financial Times Jonathan Wheatley disse que ele "pensa que está concorrendo para ministro da saúde". Por outro lado, os programas de Dilma Rousseff foram bem avaliados pelo seu profissionalismo e qualidade de produção, enquanto os programas de Marina Silva foram criticados por sua falta de coesão. O jornalista Ricardo Noblat comentou em seu weblog que seu primeiro programa televisivo pareceu mais "um documentário da BBC sobre meio-ambiente" do que um programa eleitoral. Serra foi também alvo de críticas por Marina no debate UOL/Folha pelo uso de um cenário de favela em seu programa, enquanto São Paulo ainda tem muitas favelas. Após a exibição do segundo programa de Serra, a cantora Elba Ramalho, que teve uma de suas músicas reproduzidas no programa, divulgou uma nota afirmando que não gravou o jingle usado pelo candidato, e que não é a sua voz que consta no programa. Embora ela publicamente tenha apoiado Serra em 2002, declarou-se neutra na eleição.
O primeiro programa televisionado de Serra também foi alvo de chacota pelos usuários da rede social Twitter sobre um trocadilho ambíguo não intencional que disse. No vídeo, publicado mais de 24 vezes no Google Video, ele cita exemplos de pessoas que se beneficiaram de suas experiências em cargos públicos. No entanto, para exemplificar, usou a preposição como, que pode ser usada tanto com esse sentido, quanto como a forma flexionada do verbo "comer", que é uma conotação negativa para "ter relações sexuais com".
De acordo com uma pesquisa conduzida pelo Instituto do Censo de 20 a 22 de agosto, 42,9% dos votantes alegaram que estão assistindo e ouvindo ao programa eleitoral em ambos rádio e TV. Dilma teve os melhores programas eleitorais para 56% dos entrevistados, enquanto o programa de Serra teve preferência de 34%. Os programas de Marina foram escolhidos como melhor por apenas 7,5% deles.

#### Primeiro turno
| Programas políticos | Programas políticos                             |
| ------------------- | ----------------------------------------------- |
| Televisão           | 50 minutos às 13 horas e 20:30 diariamente      |
| Rádio               | 50 minutos às 7 horas e às 12 horas diariamente |

| Programação                                          | Programação                                | Programação                                                                                     |
| Segundas, Quartas, e Sextas                          | Terças, Quintas, e Sábados                 | Domingos                                                                                        |
| ---------------------------------------------------- | ------------------------------------------ | ----------------------------------------------------------------------------------------------- |
| Candidatos a Governador, Deputado Estadual e Senador | Candidatos a Presidente e Deputado Federal | Sem programas, mas com inserções de 15 ou 30 segundos pelo dia, assim como no restante dos dias |

#### Segundo turno
| Programas políticos | Programas políticos                                                           |
| ------------------- | ----------------------------------------------------------------------------- |
| Televisão           | 20 ou 40 minutos às 13 horas e 20:30 diariamente, inclusive aos domingos      |
| Rádio               | 20 ou 40 minutos às 7 horas e às 12 horas diariamente, inclusive aos domingos |

| Candidatos a presidente e governador (em caso de eleições estaduais no segundo turno), mas com inserções de 15, 30 ou 60 segundos pelos dias |

## Principais convenções
- Marina Silva – em 10 de junho de 2010, anunciou oficialmente sua candidatura à Presidência da República em uma convenção do Partido Verde.[29]
- José Serra – oficializou sua candidatura à Presidência em 12 de junho de 2010.[30] O vice da chapa, Indio da Costa, foi anunciado em 30 de junho de 2010.[31]
- Dilma Rousseff – em votação simbólica, a candidata do PT oficializou sua candidatura à Presidência da República em 13 de junho de 2010, em convenção da qual participou o vice da chapa, o deputado Michel Temer, do PMDB.[32]
- Plínio de Arruda Sampaio – o pré-candidato do PSOL, Plínio de Arruda Sampaio, teve sua candidatura à Presidência da República oficializada em 30 de junho de 2010. Sem acordo com o PCB, o pedagogo Hamilton Assis, do PSOL baiano, foi escolhido vice de Plínio.

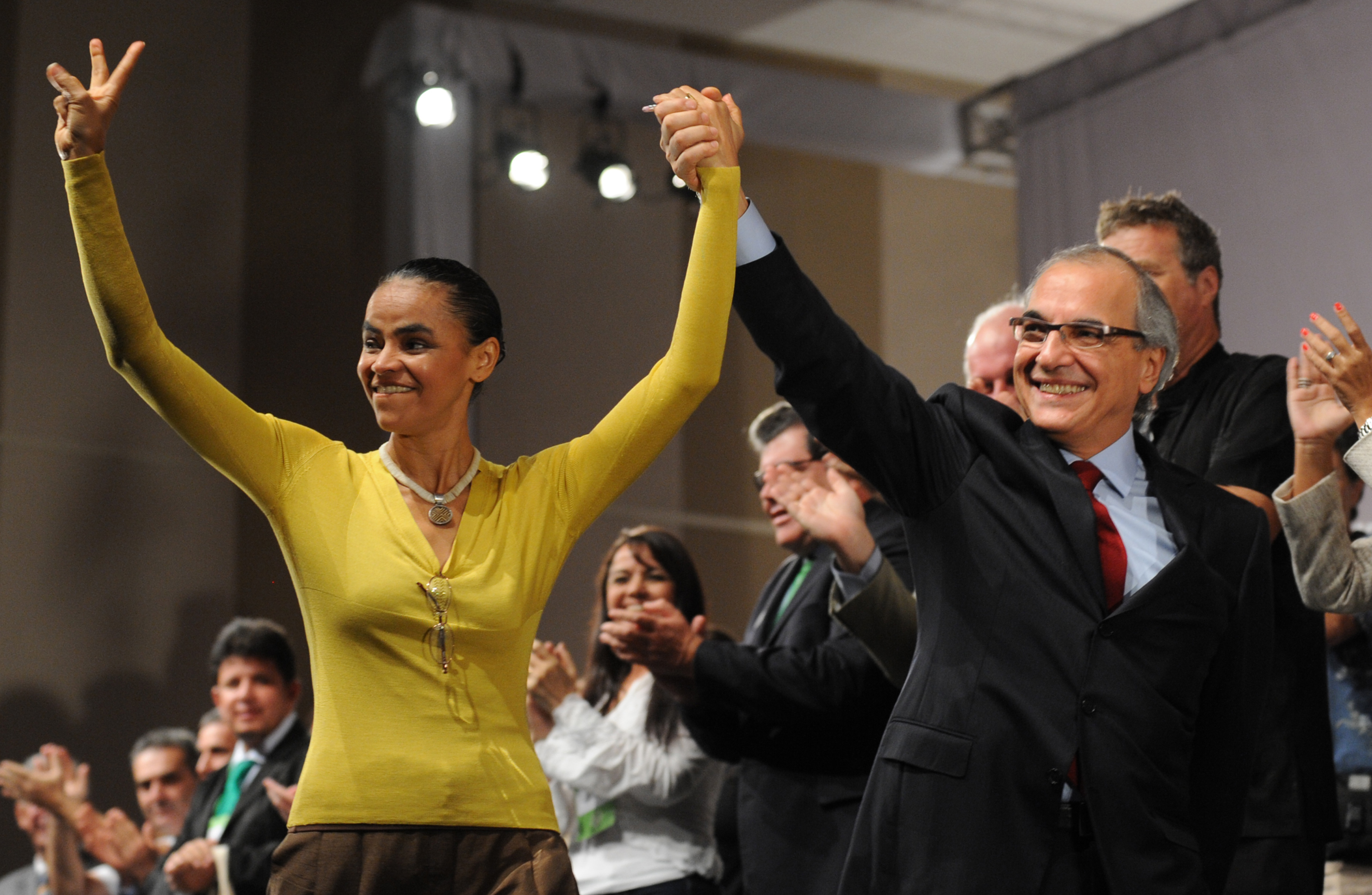
Marina Silva e Guilherme Leal, candidato à vice-presidente, durante a convenção do PV.
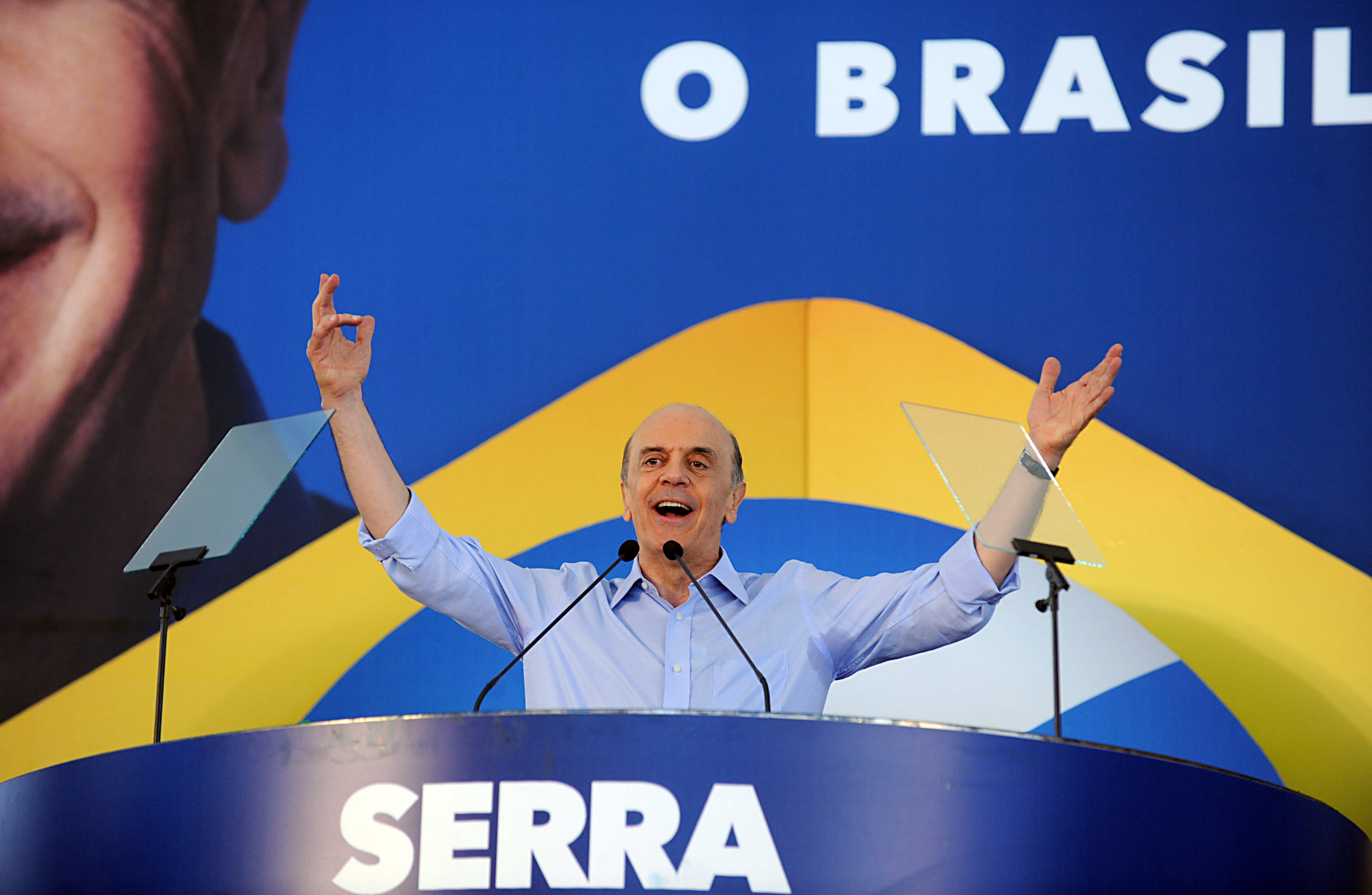
José Serra durante a convenção do PSDB, que oficializou sua candidatura.
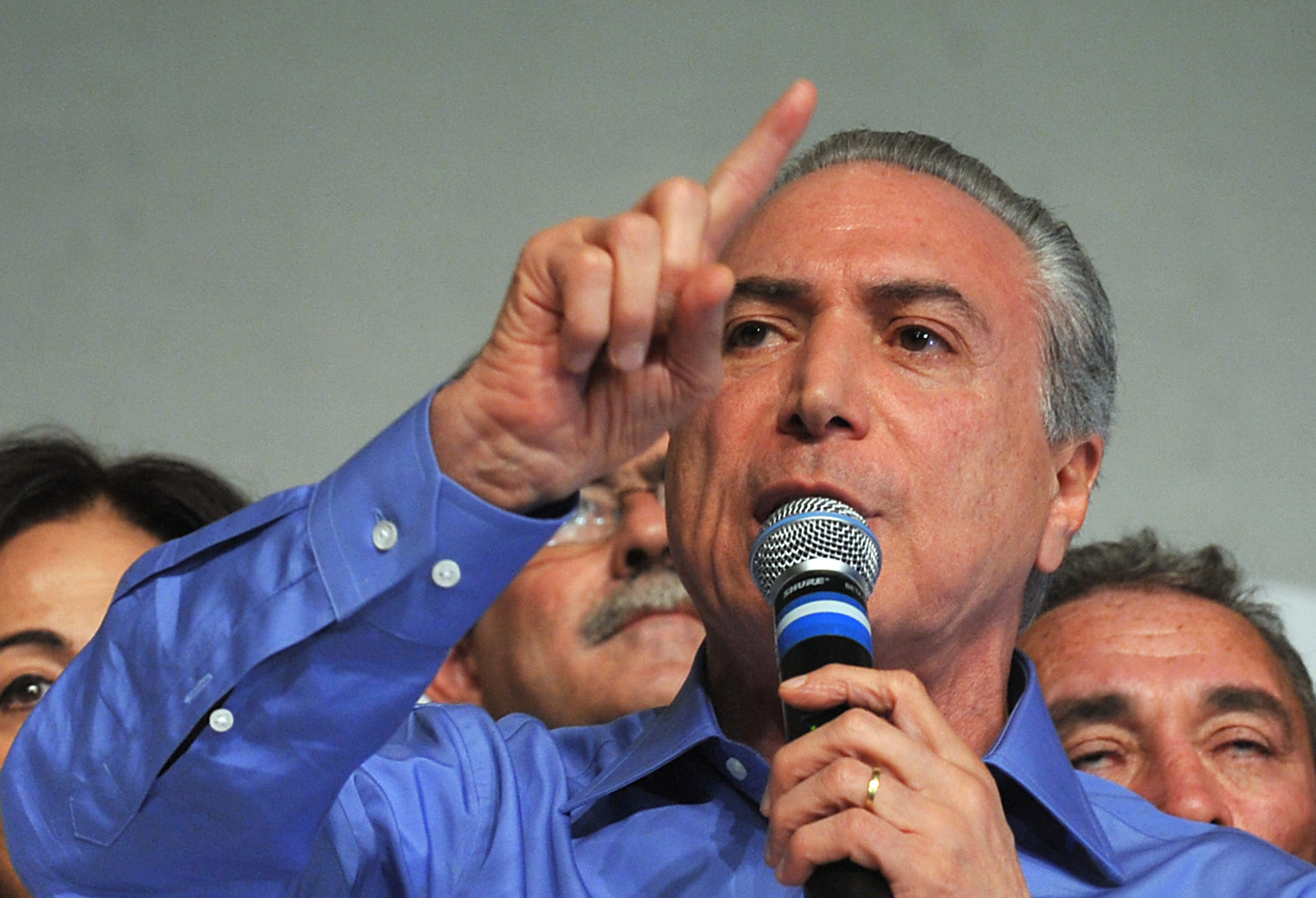
Michel Temer durante a convenção do PMDB na qual foi formalizado como vice na chapa de Dilma.
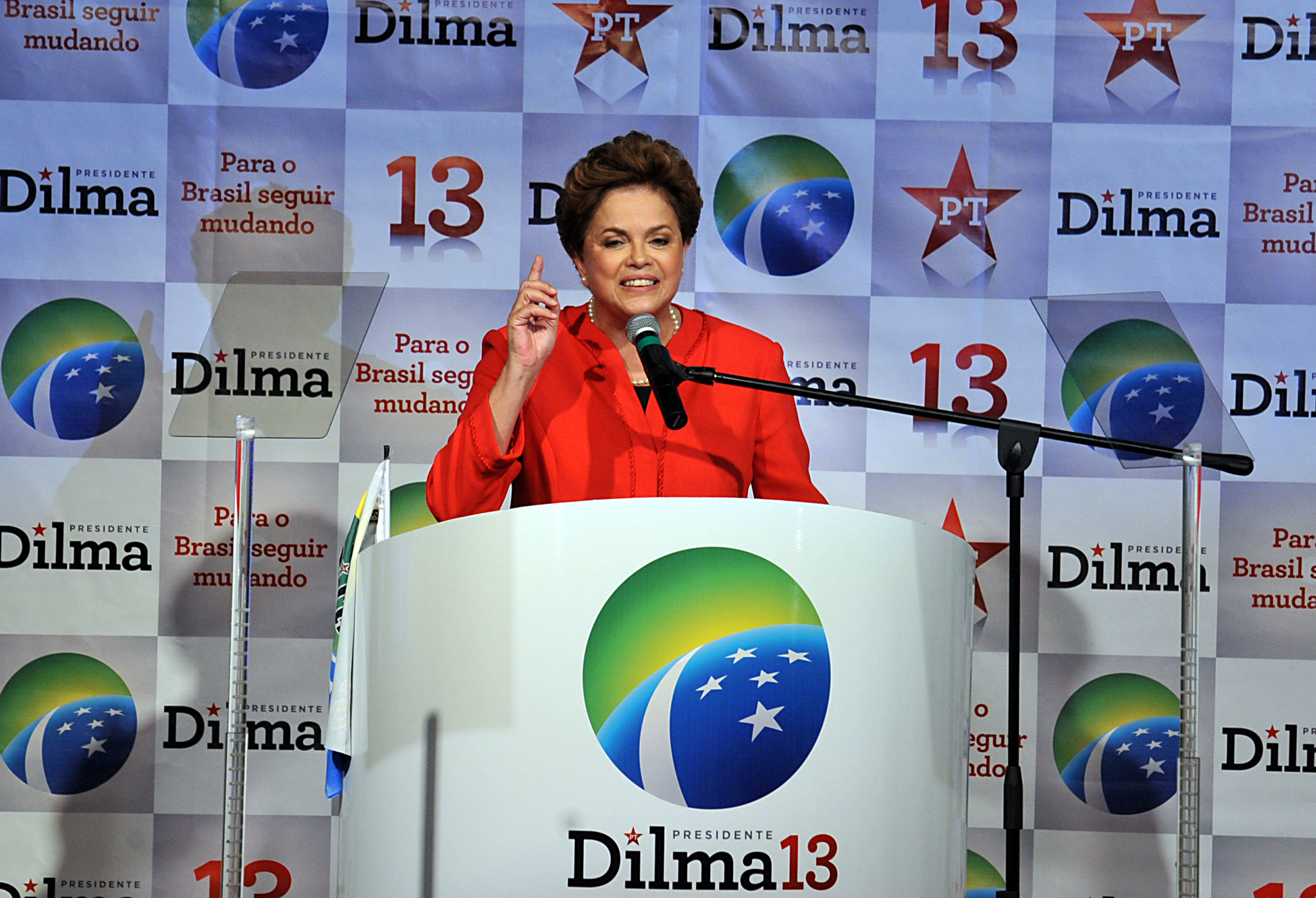
Dilma Rousseff durante a convenção do PT na qual foi confirmada como candidata à Presidência.
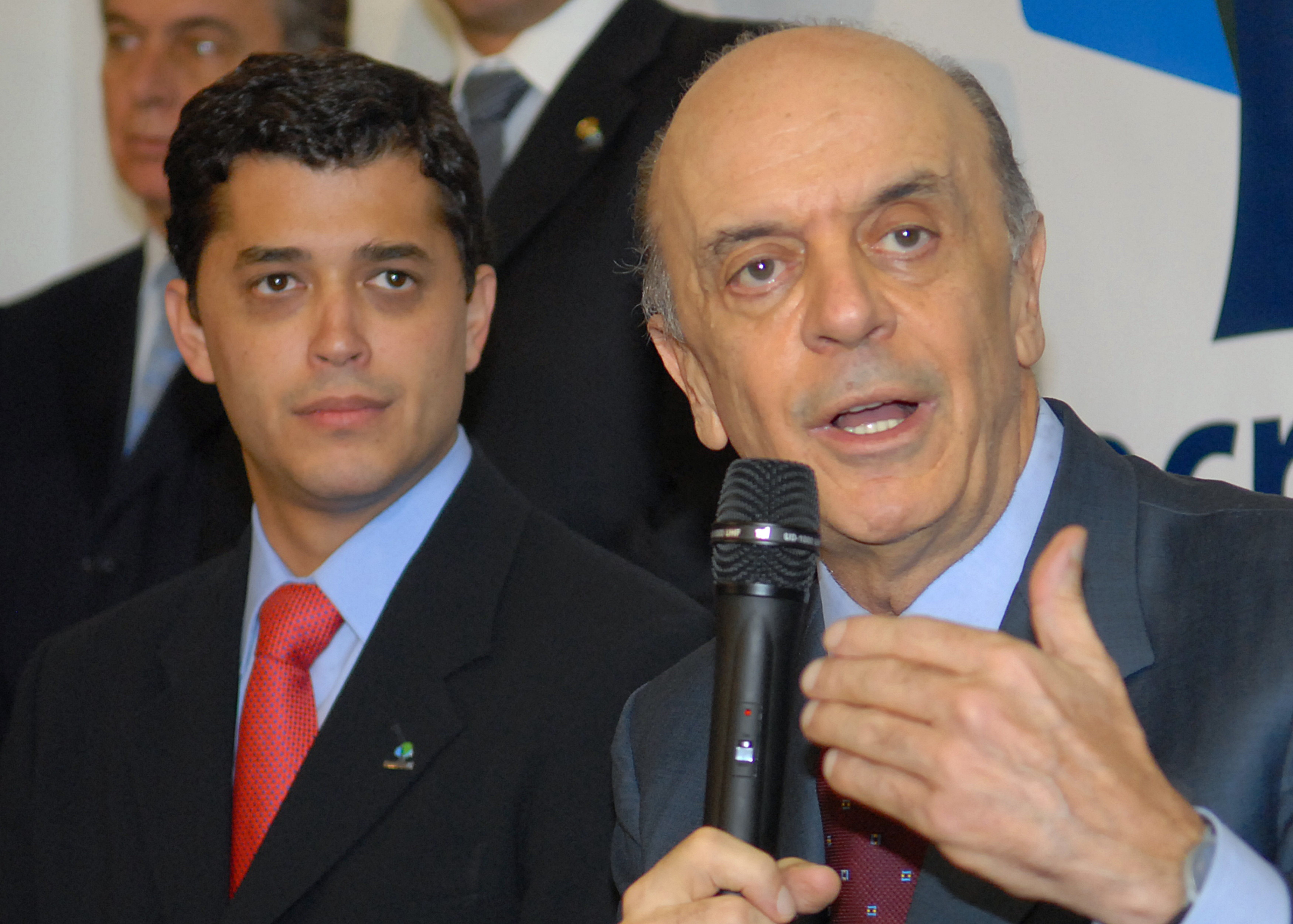
Indio da Costa e José Serra durante a convenção do DEM na qual confirmou o candidato a vice-presidente.
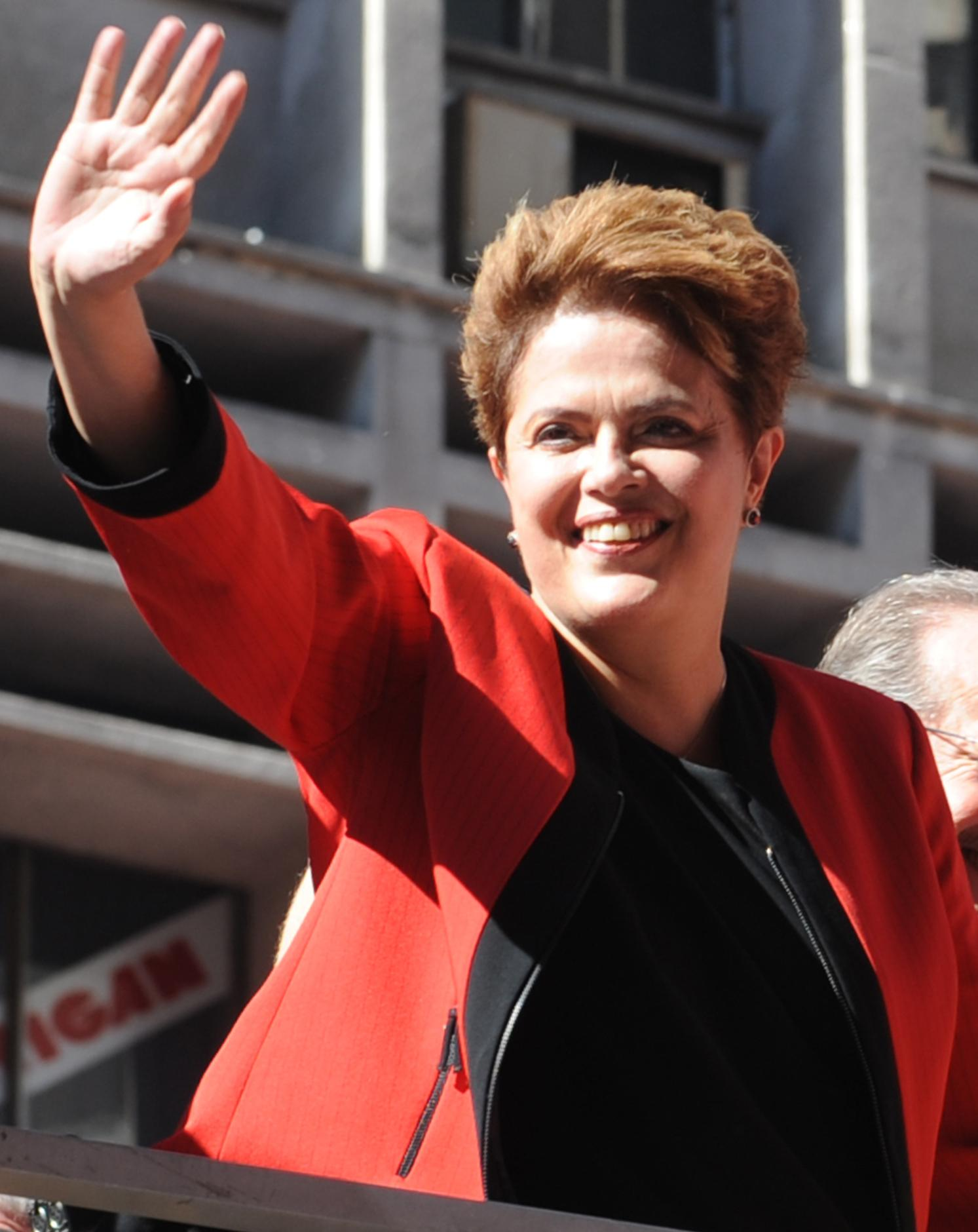
Dilma Rousseff em julho de 2010.

## Pesquisas de opinião
De acordo com a maioria das pesquisas de opinião iniciais, José Serra liderava a disputa contra Dilma Rousseff, situação que se alterou ao longo da campanha, em especial com as aparições dos candidatos na mídia, conforme demonstra o quadro abaixo. A partir do dia 1 de janeiro de 2010, as pesquisas de intenção de voto são registradas no Tribunal Superior Eleitoral (TSE). Após casos polêmicos, como o vazamento na receita e o escândalo na Casa Civil terem sido usados contra a candidata Dilma Rousseff que lidera, apenas Marina Silva e José Serra passaram a crescer nas pesquisas, tendo Marina as maiores altas.
| Data                                      | Instituto            | Candidato           | Candidato           | Candidato                | Candidato         | Candidato           | Candidato         | Candidato                    | Candidato               | Candidato       | Nenhum / Não sabe |
| Data                                      | Instituto            | Dilma Rousseff (PT) | Ivan Pinheiro (PCB) | José Maria Eymael (PSDC) | José Serra (PSDB) | Levy Fidelix (PRTB) | Marina Silva (PV) | Plínio Arruda Sampaio (PSOL) | Rui Costa Pimenta (PCO) | Zé Maria (PSTU) | Nenhum / Não sabe |
| ----------------------------------------- | -------------------- | ------------------- | ------------------- | ------------------------ | ----------------- | ------------------- | ----------------- | ---------------------------- | ----------------------- | --------------- | ----------------- |
| 27 de março de 2008                       | Datafolha            | 3%                  | —                   | —                        | 38%               | —                   | —                 | —                            | —                       | —               | 25%               |
| 28 de novembro de 2008                    | Datafolha            | 8%                  | —                   | —                        | 41%               | —                   | —                 | —                            | —                       | —               | 21%               |
| 19 de março de 2009                       | Datafolha            | 11%                 | —                   | —                        | 41%               | —                   | —                 | —                            | —                       | —               | 21%               |
| 28 de maio de 2009                        | Datafolha            | 16%                 | —                   | —                        | 38%               | —                   | —                 | —                            | —                       | —               | 21%               |
| 9 de junho de 2009                        | CNI / Ibope          | 18%                 | —                   | —                        | 38%               | —                   | —                 | —                            | —                       | —               | 25%               |
| 16 de agosto de 2009                      | Datafolha            | 17%                 | —                   | —                        | 38%               | —                   | 3%                | —                            | —                       | —               | 18%               |
| 18 de agosto de 2009                      | Vox Populi / Band    | 21%                 | —                   | —                        | 30%               | —                   | —                 | —                            | —                       | —               | 20%               |
| 8 de setembro de 2009                     | CNT / Sensus         | 19%                 | —                   | —                        | 39.5%             | —                   | 4.8%              | —                            | —                       | —               | 27%               |
| 1 de novembro de 2009                     | Vox Populi / Band    | 19%                 | —                   | —                        | 36%               | —                   | 3%                | —                            | —                       | —               | 23%               |
| 16-20 de novembro de 2009                 | CNT / Sensus         | 23,5%               | —                   | —                        | 40,5%             | —                   | 8,1%              | —                            | —                       | —               | 28%               |
| 26-30 de novembro de 2009                 | Ibope                | 17%                 | —                   | —                        | 38%               | —                   | 6%                | —                            | —                       | —               | 25%               |
| 04-7 de dezembro de 2009                  | Vox Populi           | 20%                 | —                   | —                        | 43%               | —                   | 10%               | —                            | —                       | —               | 27%               |
| 14-18 de dezembro de 2009                 | Datafolha            | 26%                 | —                   | —                        | 40%               | —                   | 11%               | —                            | —                       | —               | 22%               |
| 14-17 de janeiro de 2010                  | Vox Populi / Band    | 29%                 | —                   | —                        | 38%               | —                   | 8%                | —                            | —                       | —               | 22%               |
| 25-29 de janeiro de 2010                  | CNT / Sensus         | 28,5%               | —                   | —                        | 40,7%             | —                   | 9,5%              | —                            | —                       | —               | 21,4%             |
| 6-9 de fevereiro de 2010                  | Ibope                | 28%                 | —                   | —                        | 41%               | —                   | 10%               | —                            | —                       | —               | 21%               |
| 24-25 de fevereiro de 2010                | Datafolha            | 31%                 | —                   | —                        | 38%               | —                   | 10%               | —                            | —                       | —               | 21%               |
| 6-10 de março de 2010                     | CNI / Ibope          | 33%                 | —                   | —                        | 38%               | —                   | 8%                | —                            | —                       | —               | 20%               |
| 25-26 de março de 2010                    | Datafolha            | 29%                 | —                   | —                        | 39%               | —                   | 9%                | —                            | —                       | —               | 18%               |
| 30-31 de março de 2010                    | Vox Populi / Band    | 33%                 | —                   | —                        | 38%               | —                   | 7%                | —                            | —                       | —               | 22%               |
| 05-9 de abril de 2010                     | Sintrapav / Sensus   | 34%                 | —                   | —                        | 36,8%             | —                   | 10,6%             | —                            | —                       | —               | 18,6%             |
| 15-16 de abril de 2010                    | Datafolha            | 29%                 | —                   | 0%                       | 40%               | —                   | 11%               | —                            | 0%                      | 1%              | 17%               |
| 13-18 de abril de 2010                    | Ibope                | 32%                 | —                   | —                        | 40%               | —                   | 9%                | —                            | —                       | —               | 20%               |
| 08-13 de maio de 2010                     | Vox Populi / Band    | 38%                 | —                   | —                        | 35%               | —                   | 8%                | —                            | —                       | —               | 19%               |
| 10-14 de maio de 2010                     | CNT / Sensus         | 35,7%               | —                   | 1,1%                     | 33,2%             | 0,1%                | 7,3%              | 0,4%                         | 0,2%                    | 0,4%            | 20,6%             |
| 20-21 de maio de 2010                     | Datafolha            | 36%                 | —                   | 1%                       | 36%               | 0%                  | 10%               | 0%                           | 0%                      | 1%              | 15%               |
| 31/05-3 de junho de 2010                  | Ibope                | 37%                 | —                   | —                        | 37%               | —                   | 9%                | —                            | —                       | —               | 17%               |
| 18-23 de junho de 2010                    | Ibope                | 38,2%               | 0,2%                | 0,2%                     | 32,3%             | 0,3%                | 7,0%              | 0%                           | —                       | 0,2%            | 20,1%             |
| 24-26 de junho de 2010                    | Vox Populi / Band    | 40%                 | —                   | —                        | 35%               | —                   | 8%                | —                            | —                       | —               | 16%               |
| 30/06-1 de julho de 2010                  | Datafolha            | 38%                 | —                   | —                        | 39%               | —                   | 10%               | —                            | —                       | —               | 14%               |
| 27-30 de junho de 2010                    | Ibope                | 39%                 | —                   | —                        | 39%               | —                   | 10%               | —                            | —                       | —               | 13%               |
| 17-20 de julho de 2010                    | Vox Populi           | 41%                 | —                   | —                        | 33%               | —                   | 8%                | —                            | —                       | —               | 17%               |
| 20-23 de julho de 2010                    | Datafolha            | 36%                 | —                   | 1%                       | 37%               | —                   | 10%               | 1%                           | —                       | —               | 10%               |
| 23-30 de julho de 2010                    | Ibope                | 39%                 | —                   | —                        | 34%               | —                   | 7%                | —                            | —                       | —               | 19%               |
| 31 de julho de 2010 — 2 de agosto de 2010 | CNT / Sensus         | 41,6%               | 0,1%                | 0,5%                     | 31,6%             | 0,1%                | 8,5%              | 1,7%                         | 0,1%                    | 1,9%            | 14,3%             |
| 02-5 de agosto de 2010                    | Ibope                | 39%                 | 0%                  | 0%                       | 34%               | 0%                  | 8%                | 0%                           | 0%                      | 0%              | 19%               |
| 07-10 de agosto de 2010                   | Vox Populi           | 45%                 | 0%                  | 0%                       | 29%               | 0%                  | 8%                | 0%                           | 0%                      | 0%              | 12%               |
| 09-12 de agosto de 2010                   | Datafolha            | 41%                 | 0%                  | 0%                       | 33%               | 0%                  | 10%               | 0%                           | 0%                      | 0%              | 14%               |
| 20 de agosto de 2010                      | Datafolha            | 47%                 | 0%                  | 0%                       | 30%               | 0%                  | 9%                | 0%                           | 0%                      | 0%              | 12%               |
| 20-22 de agosto de 2010                   | CNT / Sensus         | 46%                 | 0%                  | 0,3%                     | 28,1%             | 0%                  | 8,1%              | 0,4%                         | 0,2%                    | 0,4%            | 16,8%             |
| 23-24 de agosto de 2010                   | Datafolha            | 49%                 | 0%                  | 0%                       | 29%               | 0%                  | 9%                | 0%                           | 0%                      | 0%              | 12%               |
| 24-26 de agosto de 2010                   | Ibope                | 51%                 | 0%                  | 0%                       | 27%               | 0%                  | 7%                | 0%                           | 0%                      | 0%              | 14%               |
| 1 de setembro de 2010                     | Tracking Vox/Band/iG | 51%                 | 0%                  | 0%                       | 25%               | 0%                  | 9%                | 0%                           | 0%                      | 0%              | 15%               |
| 2 de setembro de 2010                     | Tracking Vox/Band/iG | 51%                 | 0%                  | 0%                       | 25%               | 0%                  | 9%                | 0%                           | 0%                      | 0%              | 15%               |
| 3 de setembro de 2010                     | Tracking Vox/Band/iG | 52%                 | 0%                  | 0%                       | 24%               | 0%                  | 8%                | 0%                           | 0%                      | 0%              | 15%               |
| 4 de setembro de 2010                     | Tracking Vox/Band/iG | 53%                 | 0%                  | 0%                       | 24%               | 0%                  | 8%                | 0%                           | 0%                      | 0%              | 14%               |
| 5 de setembro de 2010                     | Tracking Vox/Band/iG | 53%                 | 0%                  | 0%                       | 24%               | 0%                  | 8%                | 0%                           | 0%                      | 0%              | 14%               |
| 6 de setembro de 2010                     | Tracking Vox/Band/iG | 55%                 | 0%                  | 0%                       | 22%               | 0%                  | 8%                | 0%                           | 0%                      | 0%              | 14%               |
| 7 de setembro de 2010                     | Tracking Vox/Band/iG | 56%                 | 0%                  | 0%                       | 21%               | 0%                  | 8%                | 0%                           | 0%                      | 0%              | 14%               |
| 8 de setembro de 2010                     | Tracking Vox/Band/iG | 54%                 | 0%                  | 0%                       | 21%               | 0%                  | 9%                | 0%                           | 0%                      | 0%              | 15%               |
| 9 de setembro de 2010                     | Tracking Vox/Band/iG | 53%                 | 0%                  | 0%                       | 21%               | 0%                  | 9%                | 0%                           | 0%                      | 0%              | 16%               |
| 10 de setembro de 2010                    | Tracking Vox/Band/iG | 53%                 | 0%                  | 0%                       | 22%               | 0%                  | 9%                | 0%                           | 0%                      | 0%              | 15%               |
| 11 de setembro de 2010                    | Tracking Vox/Band/iG | 52%                 | 0%                  | 0%                       | 23%               | 0%                  | 9%                | 0%                           | 0%                      | 0%              | 14%               |
| 12 de setembro de 2010                    | Tracking Vox/Band/iG | 53%                 | 0%                  | 0%                       | 23%               | 0%                  | 9%                | 0%                           | 0%                      | 0%              | 15%               |
| 13 de setembro de 2010                    | Tracking Vox/Band/iG | 54%                 | 0%                  | 0%                       | 22%               | 0%                  | 8%                | 0%                           | 0%                      | 0%              | 15%               |
| 14 de setembro de 2010                    | Tracking Vox/Band/iG | 53%                 | 0%                  | 0%                       | 22%               | 0%                  | 8%                | 0%                           | 0%                      | 0%              | 16%               |
| 13-15 de setembro de 2010                 | Datafolha            | 51%                 | 0%                  | 0%                       | 27%               | 0%                  | 11%               | 0%                           | 0%                      | 0%              | 11%               |
| 15 de setembro de 2010                    | Tracking Vox/Band/iG | 52%                 | 0%                  | 0%                       | 22%               | 0%                  | 9%                | 0%                           | 0%                      | 0%              | 17%               |
| 16 de setembro de 2010                    | Tracking Vox/Band/iG | 51%                 | 0%                  | 0%                       | 23%               | 0%                  | 9%                | 0%                           | 0%                      | 0%              | 17%               |
| 14-16 de setembro de 2010                 | Ibope                | 51%                 | 0%                  | 0%                       | 25%               | 0%                  | 11%               | 0%                           | 0%                      | 0%              | 12%               |
| 17 de setembro de 2010                    | Tracking Vox/Band/iG | 51%                 | 0%                  | 0%                       | 23%               | 0%                  | 9%                | 0%                           | 0%                      | 0%              | 17%               |
| 18 de setembro de 2010                    | Tracking Vox/Band/iG | 51%                 | 0%                  | 0%                       | 24%               | 0%                  | 9%                | 0%                           | 0%                      | 0%              | 16%               |
| 19 de setembro de 2010                    | Tracking Vox/Band/iG | 53%                 | 0%                  | 0%                       | 24%               | 0%                  | 9%                | 0%                           | 0%                      | 0%              | 13%               |
| 20 de setembro de 2010                    | Tracking Vox/Band/iG | 53%                 | 0%                  | 0%                       | 23%               | 0%                  | 9%                | 0%                           | 0%                      | 0%              | 14%               |
| 21 de setembro de 2010                    | Tracking Vox/Band/iG | 52%                 | 0%                  | 0%                       | 25%               | 0%                  | 9%                | 0%                           | 0%                      | 0%              | 13%               |
| 21-22 de setembro de 2010                 | Datafolha            | 49%                 | 0%                  | 0%                       | 28%               | 0%                  | 13%               | 0%                           | 0%                      | 0%              | 8%                |
| 22 de setembro de 2010                    | Tracking Vox/Band/iG | 51%                 | 0%                  | 0%                       | 24%               | 0%                  | 10%               | 0%                           | 0%                      | 0%              | 14%               |
| 21-23 de setembro de 2010                 | Ibope                | 50%                 | 0%                  | 0%                       | 28%               | 0%                  | 12%               | 0%                           | 0%                      | 0%              | 10%               |
| 23 de setembro de 2010                    | Tracking Vox/Band/iG | 51%                 | 0%                  | 0%                       | 24%               | 0%                  | 10%               | 0%                           | 0%                      | 0%              | 15%               |
| 24 de setembro de 2010                    | Tracking Vox/Band/iG | 50%                 | 0%                  | 0%                       | 24%               | 0%                  | 10%               | 0%                           | 0%                      | 0%              | 15%               |
| 25 de setembro de 2010                    | Tracking Vox/Band/iG | 50%                 | 0%                  | 0%                       | 23%               | 0%                  | 11%               | 0%                           | 0%                      | 0%              | 15%               |
| 26 de setembro de 2010                    | Tracking Vox/Band/iG | 49%                 | 0%                  | 0%                       | 24%               | 0%                  | 12%               | 0%                           | 0%                      | 0%              | 14%               |
| 27 de setembro de 2010                    | Tracking Vox/Band/iG | 49%                 | 0%                  | 0%                       | 24%               | 0%                  | 13%               | 0%                           | 0%                      | 0%              | 13%               |
| 27 de setembro de 2010                    | Datafolha            | 46%                 | 0%                  | 0%                       | 28%               | 0%                  | 14%               | 0%                           | 0%                      | 0%              | 12%               |
| 28 de setembro de 2010                    | Tracking Vox/Band/iG | 49%                 | 0%                  | 0%                       | 25%               | 0%                  | 12%               | 0%                           | 0%                      | 0%              | 12%               |

## Resultados

### Resultado final da eleição presidencial
| Candidato(a)                                            | Vice                                                    | 1º turno 3 de outubro de 2010 | 1º turno 3 de outubro de 2010 | 2º turno 31 de outubro de 2010 | 2º turno 31 de outubro de 2010 |
| Candidato(a)                                            | Vice                                                    | Votação Fonte: TSE            | Votação Fonte: TSE            | Votação Fonte: TSE             | Votação Fonte: TSE             |
| Candidato(a)                                            | Vice                                                    | Total                         | Porcentagem                   | Total                          | Porcentagem                    |
| ------------------------------------------------------- | ------------------------------------------------------- | ----------------------------- | ----------------------------- | ------------------------------ | ------------------------------ |
| Dilma Rousseff (PT)                                     | Michel Temer (PMDB)                                     | 47 651 434                    | 46,91%                        | 55 752 529                     | 56,05%                         |
| José Serra (PSDB)                                       | Indio da Costa (DEM)                                    | 33 132 283                    | 32,61%                        | 43 711 388                     | 43,95%                         |
| Marina Silva (PV)                                       | Guilherme Leal (PV)                                     | 19 636 359                    | 19,33%                        |                                |                                |
| Plínio de Arruda Sampaio (PSOL)                         | Hamilton Assis (PSOL)                                   | 886 816                       | 0,87%                         |                                |                                |
| José Maria Eymael (PSDC)                                | José Paulo da Silva Neto (PSDC)                         | 89 350                        | 0,09%                         |                                |                                |
| José Maria de Almeida (PSTU)                            | Cláudia Durans (PSTU)                                   | 84 609                        | 0,08%                         |                                |                                |
| Levy Fidélix (PRTB)                                     | Luiz Eduardo Ayres Duarte (PRTB)                        | 57 960                        | 0,06%                         |                                |                                |
| Ivan Pinheiro (PCB)                                     | Edmilson Costa (PCB)                                    | 39 136                        | 0,04%                         |                                |                                |
| Rui Costa Pimenta (PCO)                                 | Edson Dorta Silva (PCO)                                 | 12 206                        | 0,01%                         |                                |                                |
| Total de votos válidos                                  | Total de votos válidos                                  | 101 590 153                   | 91,36%                        | 99 463 917                     | 93,30%                         |
| → Votos em branco                                       | → Votos em branco                                       | 3 479 340                     | 3,13%                         | 2 452 597                      | 2,30%                          |
| → Votos nulos                                           | → Votos nulos                                           | 6 124 254                     | 5,51%                         | 4 689 428                      | 4,40%                          |
| Total                                                   | Total                                                   | 111 193 747                   | 81,88%                        | 106 606 214                    | 78,50%                         |
| Abstenções                                              | Abstenções                                              | 24 610 296                    | 18,12%                        | 29 197 152                     | 21,50%                         |
| Total de inscritos                                      | Total de inscritos                                      | 135 804 433                   | 100,00%                       | 135 804 433                    | 100,00%                        |
| Relação da população nacional ao total de votos válidos | Relação da população nacional ao total de votos válidos | 198 614 207                   | ~51,14%                       | 198 614 207                    | ~50,07%                        |
| Relação da população nacional ao total de inscritos     | Relação da população nacional ao total de inscritos     | 198 614 207                   | ~68,37%                       | 198 614 207                    | ~68,37%                        |

| Primeiro Turno - Esquema Gráfico | Primeiro Turno - Esquema Gráfico | Primeiro Turno - Esquema Gráfico | Primeiro Turno - Esquema Gráfico | Primeiro Turno - Esquema Gráfico |
| -------------------------------- | -------------------------------- | -------------------------------- | -------------------------------- | -------------------------------- |
|                                  |                                  |                                  |                                  |                                  |
| Dilma Rousseff                   | Dilma Rousseff                   |                                  | 46,91%                           | 46,91%                           |
| José Serra                       | José Serra                       |                                  | 32,61%                           | 32,61%                           |
| Marina Silva                     | Marina Silva                     |                                  | 19,33%                           | 19,33%                           |
| Plínio de Arruda                 | Plínio de Arruda                 |                                  | 0,87%                            | 0,87%                            |
| Eymael                           | Eymael                           |                                  | 0,09%                            | 0,09%                            |
| Zé Maria                         | Zé Maria                         |                                  | 0,08%                            | 0,08%                            |
| Levy Fidélix                     | Levy Fidélix                     |                                  | 0,06%                            | 0,06%                            |
| Ivan Pinheiro                    | Ivan Pinheiro                    |                                  | 0,04%                            | 0,04%                            |
| Rui Costa                        | Rui Costa                        |                                  | 0,01%                            | 0,01%                            |
| Brancos e Nulos                  | Brancos e Nulos                  |                                  | 8,64%                            | 8,64%                            |
| Abstenções                       | Abstenções                       |                                  | 18,12%                           | 18,12%                           |

| Segundo Turno - Esquema Gráfico | Segundo Turno - Esquema Gráfico | Segundo Turno - Esquema Gráfico | Segundo Turno - Esquema Gráfico | Segundo Turno - Esquema Gráfico |
| ------------------------------- | ------------------------------- | ------------------------------- | ------------------------------- | ------------------------------- |
|                                 |                                 |                                 |                                 |                                 |
| Dilma Rousseff                  | Dilma Rousseff                  |                                 | 56,05%                          | 56,05%                          |
| José Serra                      | José Serra                      |                                 | 43,95%                          | 43,95%                          |
| Brancos e Nulos                 | Brancos e Nulos                 |                                 | 6,70%                           | 6,70%                           |
| Abstenções                      | Abstenções                      |                                 | 21,50%                          | 21,50%                          |

### Primeiro turno
- Dilma Rousseff (PT) venceu em dezoito estados, predominantemente nas regiões Norte e Nordeste, José Serra (PSDB) venceu em oito estados e Marina Silva (PV) venceu unicamente no Distrito Federal.
- Nas eleições por votantes fora do Brasil, Serra venceu em 39 países, com 33 850 votos (40,26%) Dilma venceu em 38 países, com 30 950 votos (36,77%), e Marina venceu em 7 países, com 17 208 votos (20,44%); os restante dos candidatos acumulou 2 141 votos (2,53%). No Congo, houve empate entre Serra e Dilma, ambos com 6 votos.
- Confirmado segundo turno entre os candidatos à presidência Dilma Rousseff (PT) e José Serra (PSDB).

Segundo os resultados do primeiro turno:
Unidades federativas onde Dilma venceu.
Unidades federativas onde Serra venceu.
Unidade federativa onde Marina venceu.

#### Por Município

Resultados eleitorais no segundo turno por município. Em azul, onde José Serra venceu; em vermelho, onde Dilma Rousseff venceu.

#### No Brasil
| Estados vencidos por Dilma Rousseff |
| Estados vencidos por José Serra     |
| Estados vencidos por Marina Silva   |

| Estado              | Eleitorado  | Abstenção  | %      | Dilma      | %      | Serra      | %      | Marina     | %      | Outros    | %     | Votos brancos | %     | Votos nulos | %     |
| ------------------- | ----------- | ---------- | ------ | ---------- | ------ | ---------- | ------ | ---------- | ------ | --------- | ----- | ------------- | ----- | ----------- | ----- |
| Acre                | 470 445     | 106 879    | 22,72% | 82 732     | 23,92% | 180 252    | 52,13% | 81 081     | 23,45% | 1 734     | 0,51% | 3 812         | 1,05% | 13 920      | 3,83% |
| Alagoas             | 2 033 483   | 449 639    | 22,11% | 709 844    | 50,92% | 508 232    | 36,46% | 160 380    | 11,50% | 15 623    | 1,12% | 57 821        | 3,65% | 131 944     | 8,33% |
| Amapá               | 420 331     | 62 539     | 14,88% | 161 443    | 47,38% | 72 774     | 21,36% | 101 243    | 29,71% | 5 280     | 1,54% | 3 630         | 1,01% | 13 422      | 3,75% |
| Amazonas            | 2 028 122   | 406 174    | 20,03% | 991 128    | 64,98% | 129 190    | 8,47%  | 392 170    | 25,71% | 12 686    | 0,84% | 21 312        | 1,31% | 75 462      | 4,65% |
| Bahia               | 9 544 368   | 2 057 633  | 21,56% | 4 188 099  | 62,62% | 1 403 153  | 20,98% | 1 052 674  | 15,74% | 43 975    | 0,66% | 221 801       | 2,96% | 577 033     | 7,71% |
| Ceará               | 5 878 066   | 1 178 631  | 20,05% | 2 783 451  | 66,30% | 686 891    | 16,36% | 686 770    | 16,36% | 41 399    | 0,99% | 140 365       | 2,99% | 360 559     | 7,67% |
| Espírito Santo      | 2 521 991   | 438 946    | 17,40% | 717 417    | 37,25% | 682 590    | 35,44% | 505 734    | 26,26% | 20 150    | 1,05% | 62 569        | 3,00% | 94 585      | 4,54% |
| Distrito Federal    | 1 833 942   | 283 177    | 15,44% | 462 441    | 31,74% | 354 070    | 24,30% | 611 362    | 41,96% | 29 186    | 2,01% | 33 674        | 2,17% | 60 032      | 3,87% |
| Goiás               | 4 058 912   | 729 276    | 17,97% | 1 301 985  | 42,23% | 1 217 203  | 39,48% | 529 694    | 17,18% | 33 911    | 1,10% | 84 858        | 2,55% | 161 985     | 4,86% |
| Maranhão            | 4 320 748   | 1 035 648  | 23,97% | 2 079 650  | 70,65% | 444 145    | 15,09% | 400 048    | 13,59% | 19 936    | 0,69% | 67 827        | 2,06% | 273 494     | 8,33% |
| Mato Grosso         | 2 094 032   | 438 820    | 20,96% | 659 771    | 42,94% | 678 614    | 44,16% | 184 339    | 12,00% | 13 869    | 0,91% | 32 728        | 1,98% | 85 891      | 5,19% |
| Mato Grosso do Sul  | 1 700 912   | 308 448    | 18,13% | 518 877    | 39,86% | 551 296    | 42,35% | 219 812    | 16,88% | 11 864    | 0,90% | 26 786        | 1,92% | 63 829      | 4,58% |
| Minas Gerais        | 14 513 934  | 2 675 492  | 18,43% | 5 067 399  | 46,98% | 3 317 872  | 30,76% | 2 291 502  | 21,25% | 108 815   | 1,02% | 418 468       | 3,53% | 634 386     | 5,36% |
| Pará                | 4 763 456   | 1 008 763  | 21,18% | 1 699 799  | 47,93% | 1 336 887  | 37,70% | 474 841    | 13,39% | 35 057    | 0,99% | 66 727        | 1,78% | 141 361     | 3,76% |
| Paraíba             | 2 738 313   | 506 052    | 18,48% | 1 031 185  | 53,21% | 551 053    | 28,43% | 341 916    | 17,64% | 13 832    | 0,71% | 80 528        | 3,61% | 213 747     | 9,58% |
| Paraná              | 7 597 999   | 1 250 376  | 16,46% | 2 311 239  | 38,94% | 2 607 664  | 43,94% | 944 402    | 15,91% | 71 696    | 1,22% | 163 486       | 2,58% | 249 136     | 3,92% |
| Pernambuco          | 6 256 213   | 1 214 277  | 19,41% | 2 748 751  | 61,74% | 773 374    | 17,37% | 903 655    | 20,30% | 26 152    | 0,59% | 204 176       | 4,05% | 385 828     | 7,65% |
| Piauí               | 2 261 862   | 448 538    | 19,83% | 1 088 205  | 67,09% | 339 445    | 20,93% | 185 107    | 11,41% | 9 284     | 0,58% | 36 380        | 2,01% | 154 903     | 8,54% |
| Rio de Janeiro      | 11 584 083  | 2 011 597  | 17,37% | 3 739 632  | 43,76% | 1 925 166  | 22,53% | 2 693 130  | 31,52% | 187 147   | 2,19% | 368 193       | 3,85% | 659 218     | 6,89% |
| Rio Grande do Norte | 2 245 135   | 367 434    | 16,37% | 846 416    | 51,76% | 460 107    | 28,14% | 313 360    | 19,16% | 15 280    | 0,93% | 75 552        | 4,02% | 166 966     | 8,89% |
| Rio Grande do Sul   | 8 107 550   | 1 204 648  | 14,86% | 3 007 263  | 46,95% | 2 600 389  | 40,59% | 725 580    | 11,33% | 72 529    | 1,13% | 266 304       | 3,86% | 230 837     | 3,34% |
| Rondônia            | 1 078 348   | 231 905    | 21,51% | 321 464    | 40,73% | 358 389    | 45,40% | 100 292    | 12,71% | 9 196     | 1,16% | 16 532        | 1,95% | 40 144      | 4,75% |
| Roraima             | 271 596     | 37 980     | 13,98% | 63 927     | 28,72% | 113 601    | 51,03% | 41 784     | 18,77% | 3 309     | 1,49% | 2 725         | 1,17% | 8 270       | 3,54% |
| Santa Catarina      | 4 536 718   | 636 654    | 14,03% | 1 402 566  | 38,71% | 1 658 161  | 45,77% | 507 017    | 13,99% | 55 385    | 1,53% | 110 605       | 2,84% | 166 330     | 4,26% |
| São Paulo           | 30 289 723  | 4 979 456  | 16,44% | 8 740 949  | 37,31% | 9 524 050  | 40,66% | 4 865 828  | 20,77% | 295 472   | 1,26% | 856 433       | 3,38% | 1 027 535   | 4,06% |
| Sergipe             | 1 425 334   | 240 465    | 16,87% | 506 802    | 47,67% | 404 584    | 38,05% | 141 033    | 13,26% | 10 835    | 1,01% | 43 054        | 3,63% | 78 561      | 6,63% |
| Tocantins           | 947 906     | 175 262    | 18,49% | 362 383    | 50,98% | 198 979    | 27,99% | 146 151    | 20,56% | 3 351     | 0,47% | 9 951         | 1,29% | 51 829      | 6,71% |
| Total               | 135 804 433 | 24 610 296 | 18,12% | 47 651 434 | 46,91% | 33 132 283 | 32,61% | 19 636 359 | 19,33% | 1 170 077 | 1,15% | 3 479 340     | 3,13% | 6 124 254   | 5,51% |

#### No mundo (diáspora brasileira)

Mapa do resultado da eleição presidencial brasileira no mundo.
Países onde Dilma obteve a maioria dos votos.
Países onde Serra obteve a maioria dos votos.
Países onde Marina obteve a maioria dos votos.

| Países/territórios onde Dilma Rousseff obteve a maioria dos votos |
| Países/territórios onde José Serra obteve a maioria dos votos     |
| Países/territórios onde Marina Silva obteve a maioria dos votos   |

| País/território                | Dilma Rousseff | José Serra | Marina Silva | Outros candidatos | Referência |
| ------------------------------ | -------------- | ---------- | ------------ | ----------------- | ---------- |
| Argélia                        | 10             | 6          | 3            | 0                 | [ 104 ]    |
| Angola                         | 78             | 46         | 27           | 2                 | [ 104 ]    |
| Argentina                      | 1 348          | 590        | 327          | 42                | [ 104 ]    |
| Austrália                      | 117            | 248        | 145          | 18                | [ 104 ]    |
| Áustria                        | 147            | 168        | 118          | 15                | [ 104 ]    |
| Bélgica                        | 464            | 301        | 290          | 28                | [ 104 ]    |
| Bolívia                        | 323            | 510        | 116          | 34                | [ 104 ]    |
| Canadá                         | 1,067          | 1 829      | 983          | 61                | [ 104 ]    |
| Cabo Verde                     | 24             | 5          | 10           | 0                 | [ 104 ]    |
| Chile                          | 345            | 458        | 124          | 23                | [ 104 ]    |
| China (HK)                     | 17             | 32         | 18           | 4                 | [ 104 ]    |
| China                          | 42             | 116        | 36           | 7                 | [ 104 ]    |
| Taiwan                         | 6              | 24         | 0            | 1                 | [ 104 ]    |
| Colômbia                       | 93             | 133        | 36           | 7                 | [ 104 ]    |
| República do Congo             | 6              | 6          | 4            | 0                 | [ 104 ]    |
| República Democrática do Congo | 8              | 7          | 4            | 1                 | [ 104 ]    |
| Costa Rica                     | 88             | 131        | 60           | 8                 | [ 104 ]    |
| Costa do Marfim                | 29             | 4          | 3            | 1                 | [ 104 ]    |
| Cuba                           | 195            | 11         | 14           | 7                 | [ 104 ]    |
| Chéquia                        | 24             | 23         | 13           | 0                 | [ 104 ]    |
| Dinamarca                      | 126            | 68         | 67           | 10                | [ 104 ]    |
| República Dominicana           | 49             | 60         | 14           | 1                 | [ 104 ]    |
| Timor-Leste                    | 26             | 9          | 40           | 1                 | [ 104 ]    |
| Equador                        | 95             | 94         | 22           | 4                 | [ 104 ]    |
| Egito                          | 21             | 10         | 11           | 0                 | [ 104 ]    |
| El Salvador                    | 36             | 21         | 10           | 0                 | [ 104 ]    |
| Finlândia                      | 38             | 47         | 36           | 6                 | [ 104 ]    |
| França                         | 964            | 618        | 462          | 41                | [ 105 ]    |
| Guiana Francesa                | 992            | 496        | 294          | 21                | [ 104 ]    |
| Gabão                          | 17             | 2          | 3            | 1                 | [ 104 ]    |
| Alemanha                       | 1 133          | 1 166      | 828          | 111               | [ 104 ]    |
| Grécia                         | 112            | 69         | 20           | 7                 | [ 104 ]    |
| Guatemala                      | 39             | 45         | 16           | 2                 | [ 104 ]    |
| Guiné-Bissau                   | 18             | 7          | 22           | 1                 | [ 104 ]    |
| Guiana                         | 9              | 12         | 8            | 2                 | [ 104 ]    |
| Honduras                       | 26             | 49         | 13           | 6                 | [ 104 ]    |
| Hungria                        | 33             | 23         | 10           | 6                 | [ 104 ]    |
| Índia                          | 6              | 4          | 8            | 0                 | [ 104 ]    |
| Indonésia                      | 1              | 6          | 2            | 0                 | [ 104 ]    |
| Irlanda                        | 29             | 48         | 25           | 1                 | [ 104 ]    |
| Israel                         | 17             | 57         | 19           | 2                 | [ 106 ]    |
| Itália                         | 2 804          | 1 573      | 1 006        | 206               | [ 104 ]    |
| Jamaica                        | 17             | 3          | 2            | 0                 | [ 104 ]    |
| Japão                          | 1 726          | 3 248      | 772          | 204               | [ 104 ]    |
| Jordânia                       | 92             | 31         | 10           | 20                | [ 104 ]    |
| Quênia                         | 5              | 4          | 6            | 0                 | [ 104 ]    |
| Kuwait                         | 10             | 9          | 7            | 0                 | [ 104 ]    |
| Líbano                         | 368            | 171        | 47           | 35                | [ 104 ]    |
| Malásia                        | 7              | 16         | 8            | 0                 | [ 104 ]    |
| México                         | 147            | 216        | 46           | 6                 | [ 104 ]    |
| Marrocos                       | 9              | 1          | 4            | 0                 | [ 104 ]    |
| Moçambique                     | 95             | 51         | 55           | 2                 | [ 104 ]    |
| Países Baixos                  | 389            | 332        | 282          | 18                | [ 104 ]    |
| Nova Zelândia                  | 9              | 22         | 14           | 3                 | [ 107 ]    |
| Nicarágua                      | 56             | 23         | 5            | 5                 | [ 104 ]    |
| Nigéria                        | 7              | 13         | 0            | 0                 | [ 104 ]    |
| Noruega                        | 111            | 58         | 71           | 4                 | [ 104 ]    |
| Panamá                         | 106            | 173        | 34           | 9                 | [ 104 ]    |
| Paraguai                       | 1 007          | 1 067      | 185          | 30                | [ 104 ]    |
| Peru                           | 127            | 193        | 56           | 18                | [ 104 ]    |
| Filipinas                      | 0              | 0          | 0            | 0                 | [ 104 ]    |
| Polónia                        | 17             | 16         | 15           | 1                 | [ 104 ]    |
| Portugal                       | 4 193          | 2 153      | 1 080        | 92                | [ 104 ]    |
| Catar                          | 19             | 26         | 16           | 1                 | [ 104 ]    |
| Roménia                        | 5              | 10         | 14           | 0                 | [ 104 ]    |
| Rússia                         | 8              | 11         | 7            | 6                 | [ 104 ]    |
| Arábia Saudita                 | 7              | 16         | 3            | 0                 | [ 104 ]    |
| Senegal                        | 16             | 3          | 20           | 2                 | [ 104 ]    |
| Sérvia                         | 8              | 6          | 3            | 5                 | [ 104 ]    |
| Singapura                      | 12             | 105        | 17           | 3                 | [ 104 ]    |
| África do Sul                  | 78             | 101        | 66           | 9                 | [ 104 ]    |
| Coreia do Sul                  | 6              | 20         | 2            | 1                 | [ 104 ]    |
| Espanha                        | 972            | 605        | 369          | 56                | [ 104 ]    |
| Suriname                       | 148            | 89         | 37           | 2                 | [ 104 ]    |
| Suécia                         | 287            | 189        | 133          | 15                | [ 104 ]    |
| Suíça                          | 1 496          | 1 188      | 940          | 104               | [ 104 ]    |
| Síria                          | 37             | 7          | 3            | 5                 | [ 104 ]    |
| Tailândia                      | 8              | 22         | 9            | 0                 | [ 104 ]    |
| Tunísia                        | 2              | 7          | 8            | 1                 | [ 104 ]    |
| Turquia                        | 3              | 10         | 0            | 0                 | [ 104 ]    |
| Emirados Árabes Unidos         | 13             | 19         | 4            | 0                 | [ 104 ]    |
| Reino Unido                    | 1 106          | 1 152      | 782          | 70                | [ 108 ]    |
| Estados Unidos                 | 6 300          | 12 820     | 6 620        | 620               | [ 104 ]    |
| Uruguai                        | 409            | 289        | 152          | 30                | [ 104 ]    |
| Venezuela                      | 149            | 198        | 24           | 2                 | [ 104 ]    |
| Cisjordânia                    | 341            | 25         | 13           | 74                | [ 106 ]    |
| Total                          | 30 950         | 33 850     | 17 208       | 2 141             | [ 104 ]    |

### Segundo turno

#### No Brasil
| Estados onde Dilma Rousseff obteve a maioria dos votos |
| Estados onde José Serra obteve a maioria dos votos     |

| Estado              | Eleitorado  | Abstenção  | %      | Dilma      | %      | Serra      | %      | Votos em branco | %      | Votos nulos | %     |
| ------------------- | ----------- | ---------- | ------ | ---------- | ------ | ---------- | ------ | --------------- | ------ | ----------- | ----- |
| Acre                | 470.560     | 134.317    | 28,54% | 96.969     | 30,33% | 222.766    | 69,67% | 3 563           | 1,06%  | 12 585      | 3,75% |
| Alagoas             | 2.033.518   | 536.872    | 26,40% | 737.236    | 53,63% | 637.368    | 46,37% | 32.120          | 2,15%  | 89.922      | 6,01% |
| Amapá               | 420.349     | 81.796     | 19,46% | 198.644    | 62,66% | 118.360    | 37,34% | 4.443           | 1,31%% | 17.106      | 5,05% |
| Amazonas            | 2.028.239   | 543.726    | 26,81% | 1 141.607  | 80,57% | 275.333    | 19,43% | 30.369          | 2,05%  | 37.204      | 2,51% |
| Bahia               | 9.544.691   | 2.369.486  | 24,83% | 4.737.079  | 70,85% | 1.948.584  | 29,15% | 146.826         | 2,05%  | 342.716     | 4,78% |
| Ceará               | 5.878.192   | 1.358.604  | 23,11% | 3.288.570  | 77,35% | 962.729    | 22,65% | 91.042          | 2,01%  | 177.247     | 3,92% |
| Espírito Santo      | 2.522.072   | 527.745    | 20,93% | 924.046    | 49,17% | 955.423    | 50,83% | 52.573          | 2,64%  | 62.285      | 3,12% |
| Distrito Federal    | 1.834.135   | 354.146    | 19,31% | 708.674    | 52,81% | 633.299    | 47,19% | 45.821          | 3,10%  | 92.195      | 6,23% |
| Goiás               | 4.059.028   | 900.924    | 22,20% | 1.446.178  | 49,25% | 1.490.368  | 50,75% | 61.595          | 1,95%  | 159.963     | 5,07% |
| Maranhão            | 4.320.922   | 1.275.532  | 29,52% | 2.294.146  | 79,09% | 606.449    | 20,91% | 41.114          | 1,35%  | 103.364     | 3,39% |
| Mato Grosso         | 2.094.105   | 545.646    | 26,06% | 729.747    | 48,89% | 762.905    | 51,11% | 20.082          | 1,30%  | 35.725      | 2,31% |
| Mato Grosso do Sul  | 1.700.979   | 410.546    | 24,14% | 555.283    | 44,87% | 682.305    | 55,13% | 19.080          | 1,48%  | 33.765      | 2,62% |
| Minas Gerais        | 14.514.385  | 3.045.244  | 20,98% | 6.220.125  | 58,45% | 4.422.294  | 41,55% | 297.028         | 2,59%  | 529.422     | 4,62% |
| Pará                | 4.763.592   | 1.275.991  | 26,79% | 1.791.443  | 53,20% | 1.576.154  | 46,80% | 40.412          | 1,16%  | 79.571      | 2,28% |
| Paraíba             | 2.738.389   | 521.249    | 19,03% | 1.229.391  | 61,55% | 767.919    | 38,45% | 53.447          | 2,41%  | 166.383     | 7,50% |
| Paraná              | 7.598.134   | 1.491.451  | 19,63% | 2.593.086  | 44,56% | 3.226.216  | 55,44% | 112.620         | 1,84%  | 174.761     | 2,86% |
| Pernambuco          | 6.256.384   | 1.373.943  | 21,96% | 3.457.953  | 75,65% | 1.113.235  | 24,35% | 133.692         | 2,74%  | 177.561     | 3,64% |
| Piauí               | 2.261.931   | 517.245    | 22,87% | 1.112.380  | 69,98% | 477.092    | 30,02% | 26.645          | 1,53%  | 128.569     | 7,37% |
| Rio de Janeiro      | 11.584.435  | 2.436.258  | 21,03% | 4.934.077  | 60,48% | 3.223.891  | 39,52% | 313.497         | 3,43%  | 676.712     | 7,40% |
| Rio Grande do Norte | 2.245.194   | 483.909    | 21,55% | 979.772    | 59,54% | 665.726    | 40,46% | 40.639          | 2,31%  | 75.128      | 4,27% |
| Rio Grande do Sul   | 8.107.785   | 1.436.185  | 17,71% | 3.117.761  | 49,06% | 3.237.207  | 50,94% | 148.409         | 2,22%  | 168.223     | 2,52% |
| Rondônia            | 1.078.402   | 276.450    | 25,64% | 347.138    | 47,37% | 385.735    | 52,63% | 12.997          | 1,62%  | 56.082      | 6,99% |
| Roraima             | 271.603     | 49.924     | 18,38% | 71.280     | 33,44% | 141.896    | 66,56% | 2.507           | 1,13%  | 5.996       | 2,70% |
| Santa Catarina      | 4.536.829   | 766.246    | 16,89% | 1.556.226  | 43,39% | 2.030.135  | 56,61% | 67.252          | 1,78%  | 116.970     | 3,10% |
| São Paulo           | 30.290.443  | 5.801.614  | 19,15% | 10.462.447 | 45,95% | 12.308.483 | 54,05% | 618.538         | 2,53%  | 1.099.361   | 4,49% |
| Sergipe             | 1.425.359   | 294.968    | 20,69% | 568.862    | 53,56% | 493.280    | 46,44% | 23.787          | 2,10%  | 44.462      | 3,93% |
| Tocantins           | 947.928     | 251.365    | 26,52% | 391.279    | 58,88% | 273.306    | 41,12% | 9.455           | 1,36%  | 22.523      | 3,23% |
| Total               | 135.804.433 | 29.197.152 | 21,50% | 55.752.529 | 56,05% | 43.711.388 | 43,95% | 2.452.597       | 2,30%  | 4.689.428   | 4,40% |

#### Por regiões
| Regiões onde Dilma Rousseff obteve a maioria dos votos |
| Regiões onde José Serra obteve a maioria dos votos     |

| Estado       | Eleitorado | Abstenção  | %      | Dilma      | %      | Serra      | %      | Votos em branco | %     | Votos nulos | %     |
| ------------ | ---------- | ---------- | ------ | ---------- | ------ | ---------- | ------ | --------------- | ----- | ----------- | ----- |
| Sul          | 20.242.748 | 3.693.882  | 18,19% | 7.267.073  | 46,10% | 8.493.558  | 53,90% | 328.281         | 1,98% | 459.954     | 2,77% |
| Sudeste      | 58.911.335 | 11.810.861 | 20,04% | 22.540.695 | 51,75% | 20.910.091 | 48,25% | 1.281.636       | 2,72% | 2.367.780   | 5,02% |
| Centro-oeste | 9.688.247  | 2.211.262  | 22,82% | 3.439.882  | 49,07% | 3.568.877  | 50,93% | 146.578         | 1,96% | 321.648     | 4,30% |
| Nordeste     | 36.704.584 | 8.731.808  | 23,78% | 18.405.389 | 70,57% | 7.672.382  | 29,43% | 589.312         | 2,10% | 1.305.352   | 4,66% |
| Norte        | 9.980.673  | 2.613.569  | 26,18% | 4.038.360  | 57,42% | 2.993.550  | 42,58% | 103.746         | 1,40% | 231.067     | 3,13% |

#### Por Município[109]
| ██ Municípios onde Dilma obteve a maioria dos votos, com percentual entre 50% a 65% dos votos válidos ██ Municípios onde Dilma obteve a maioria dos votos, com percentual maior que 65% votos válidos ██ Municípios onde Serra obteve a maioria dos votos, com percentual entre 50% a 65% dos votos válidos ██ Municípios onde Serra obteve a maioria dos votos, com percentual maior que 65% dos votos válidos |

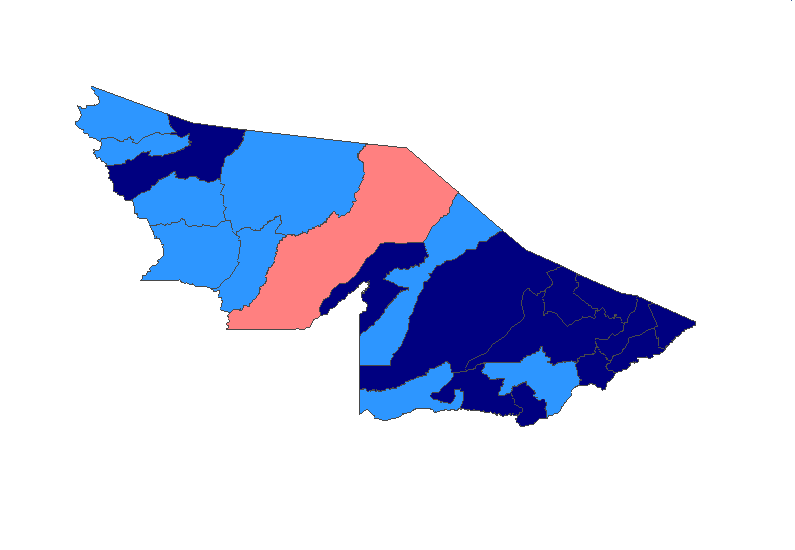
Acre
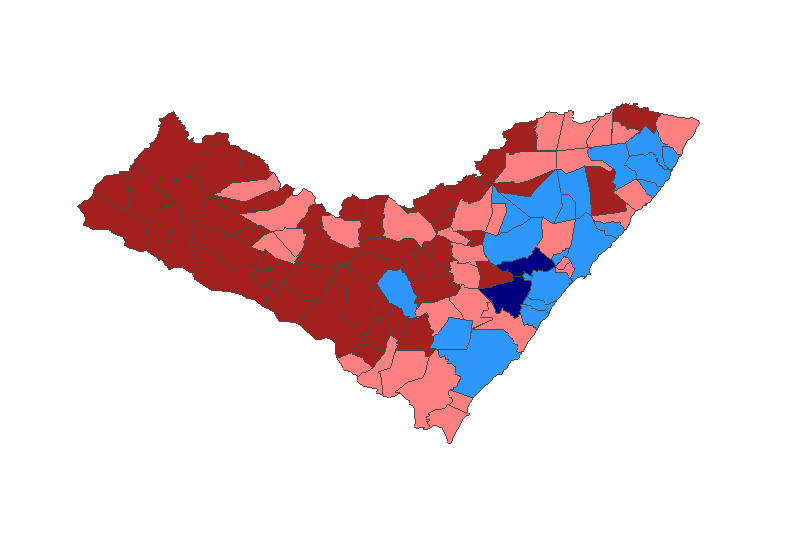
Alagoas
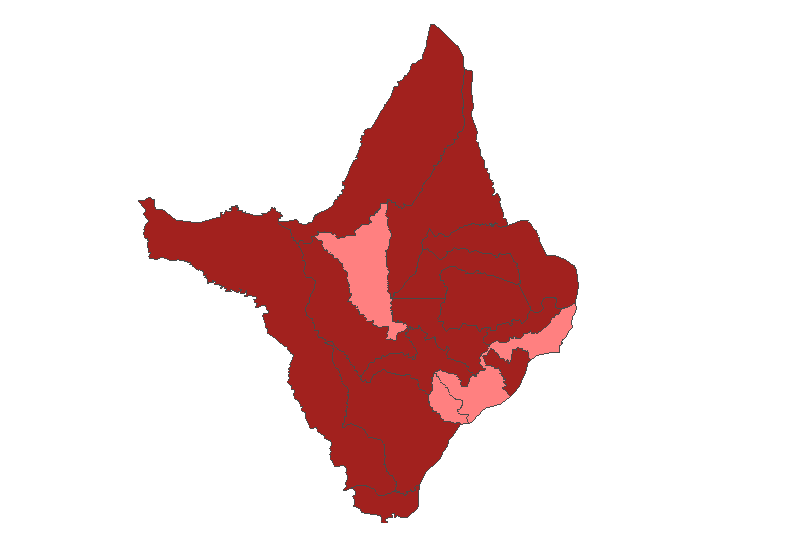
Amapá
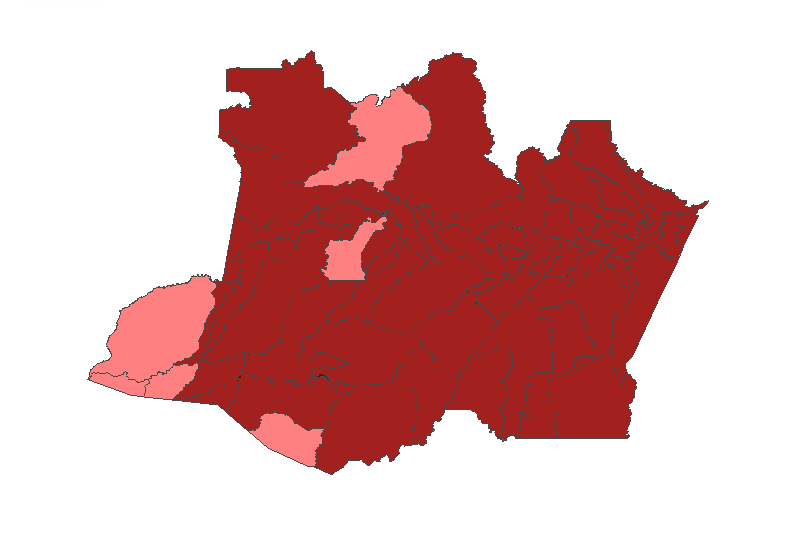
Amazonas
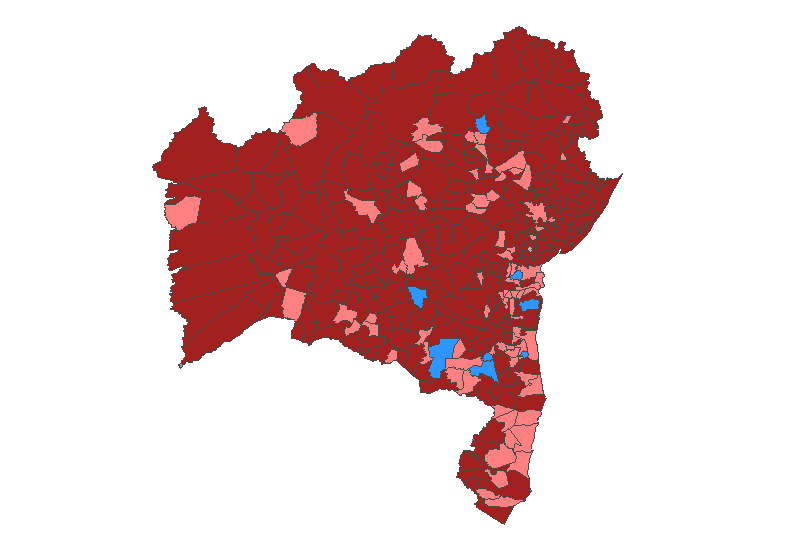
Bahia
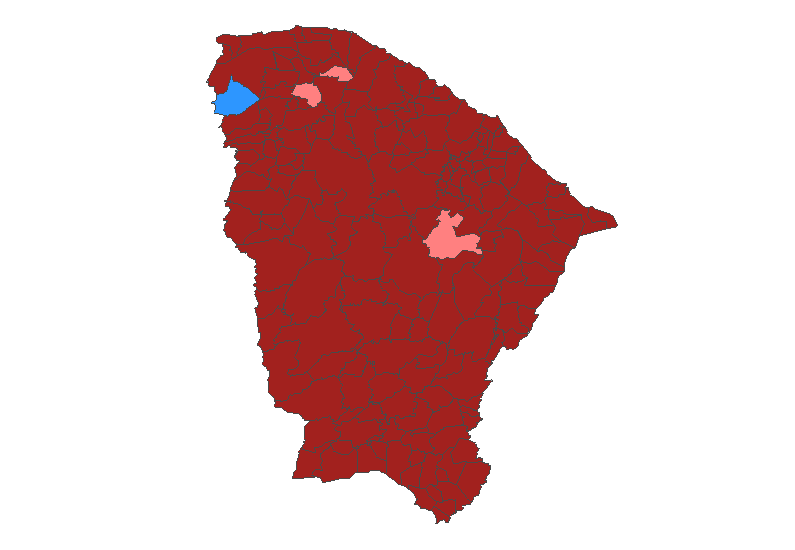
Ceará
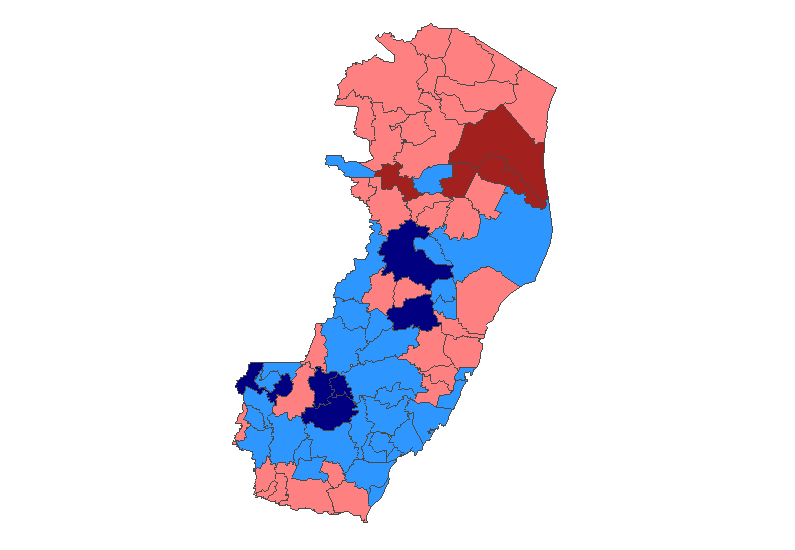
Espírito Santo
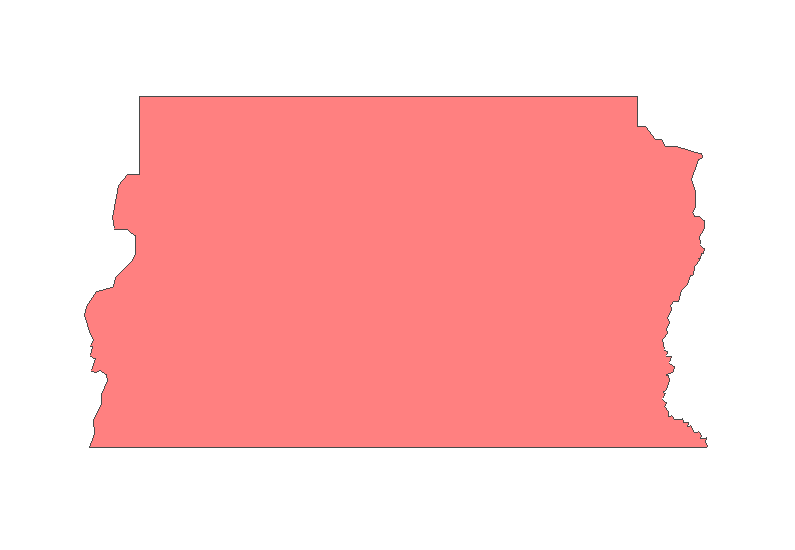
Distrito Federal
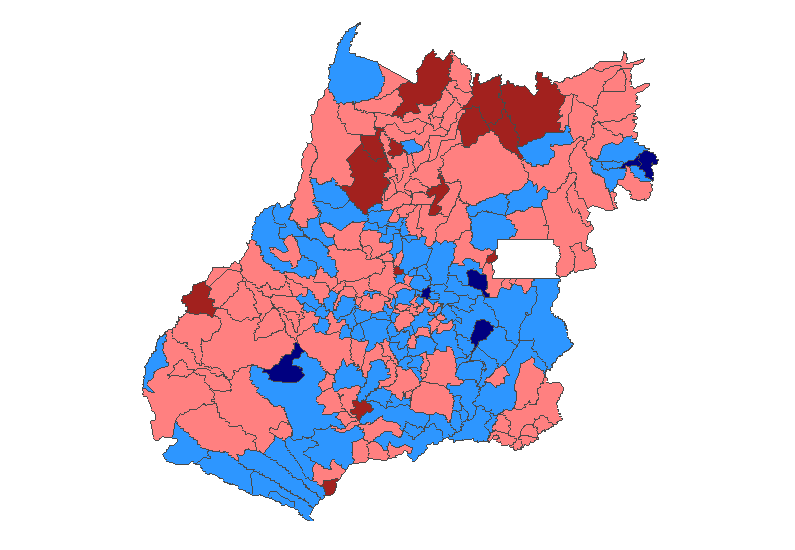
Goiás
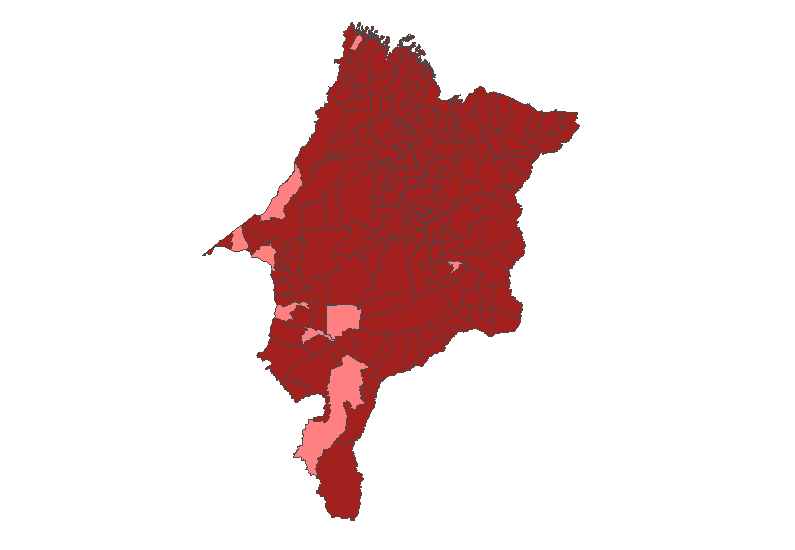
Maranhão
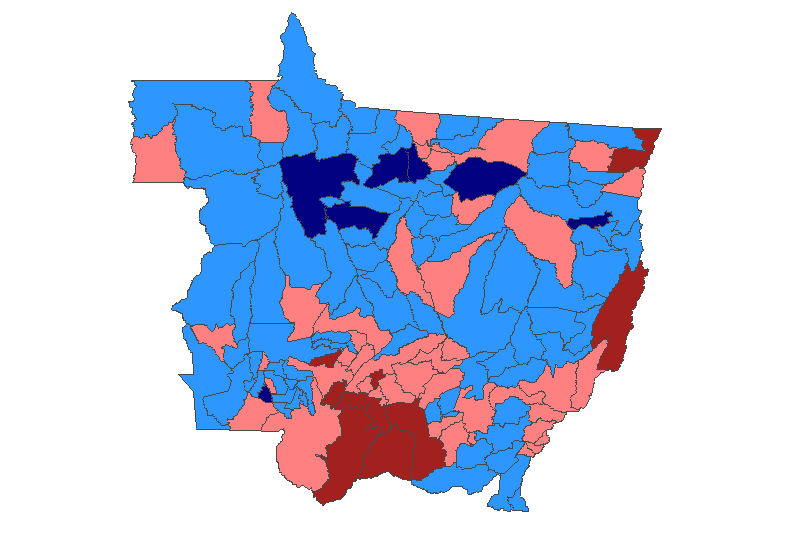
Mato Grosso
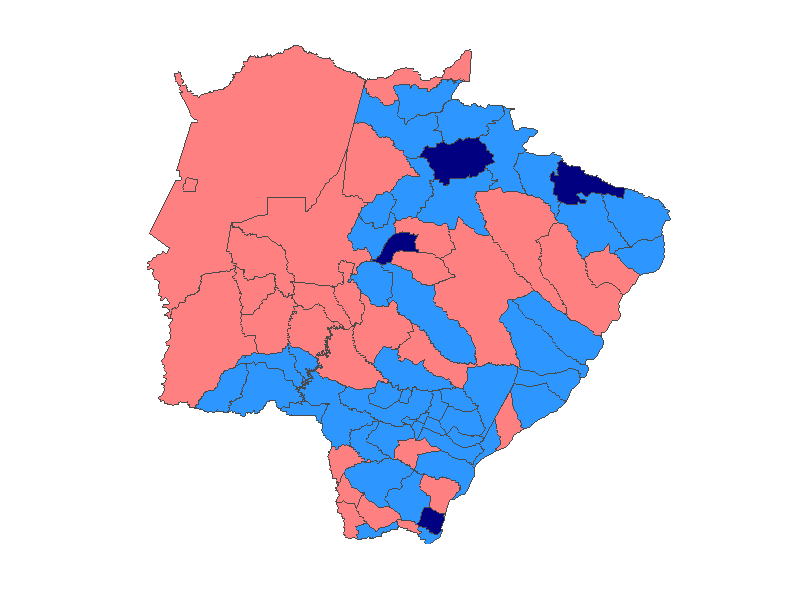
Mato Grosso do Sul
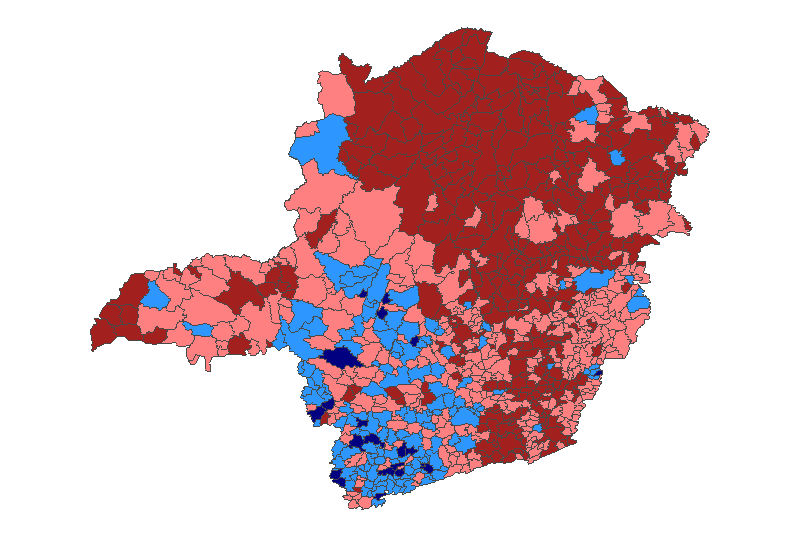
Minas Gerais
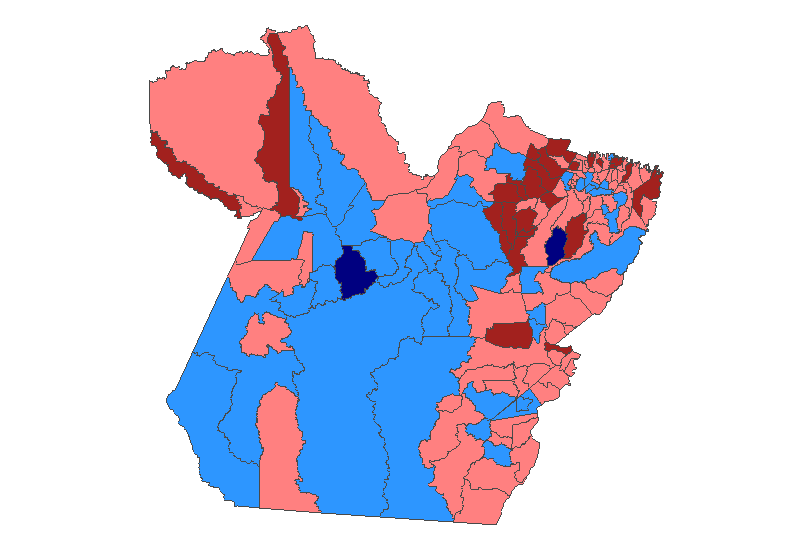
Pará
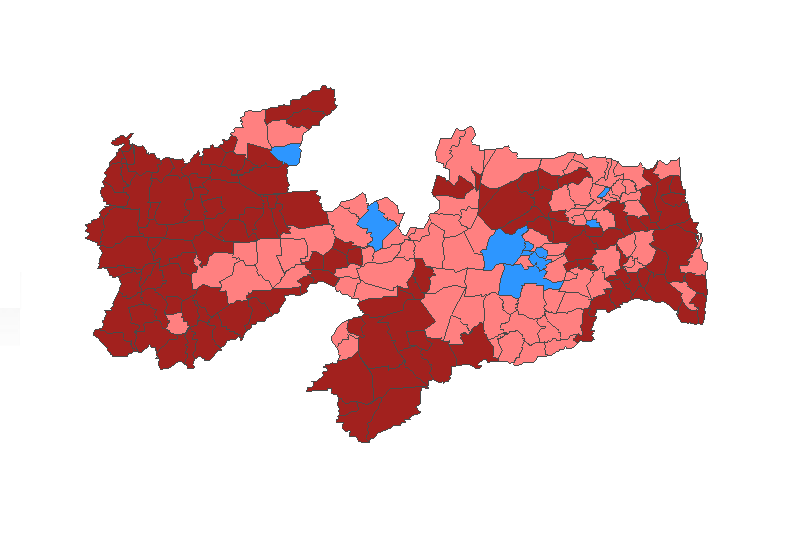
Paraíba
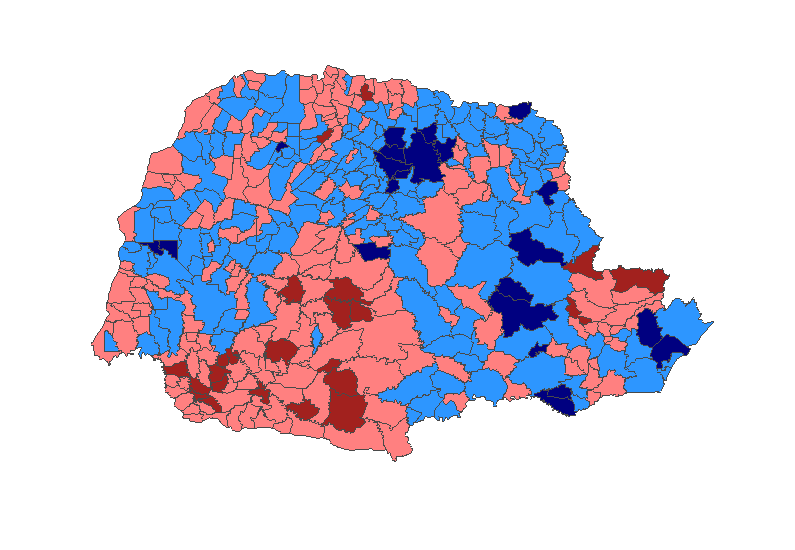
Paraná
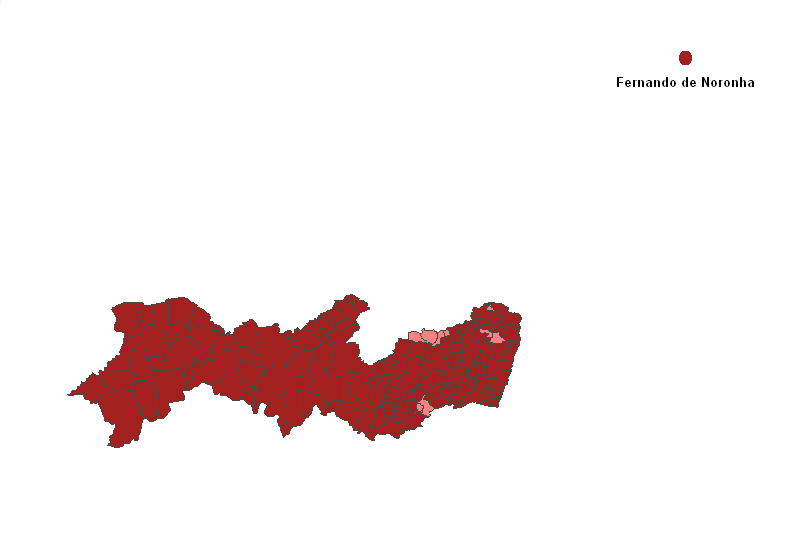
Pernambuco
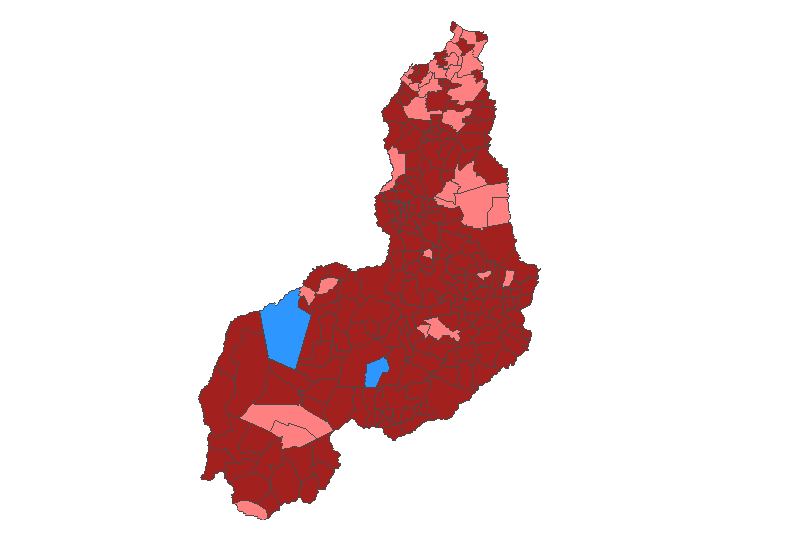
Piauí
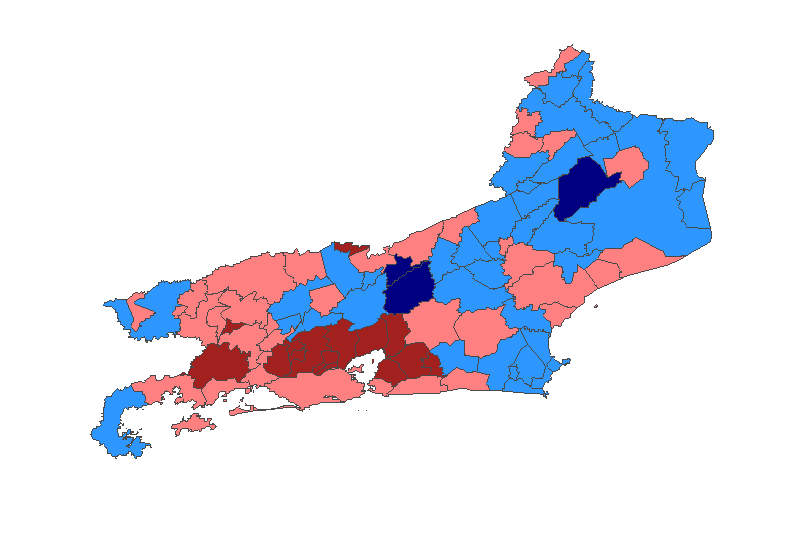
Rio de Janeiro
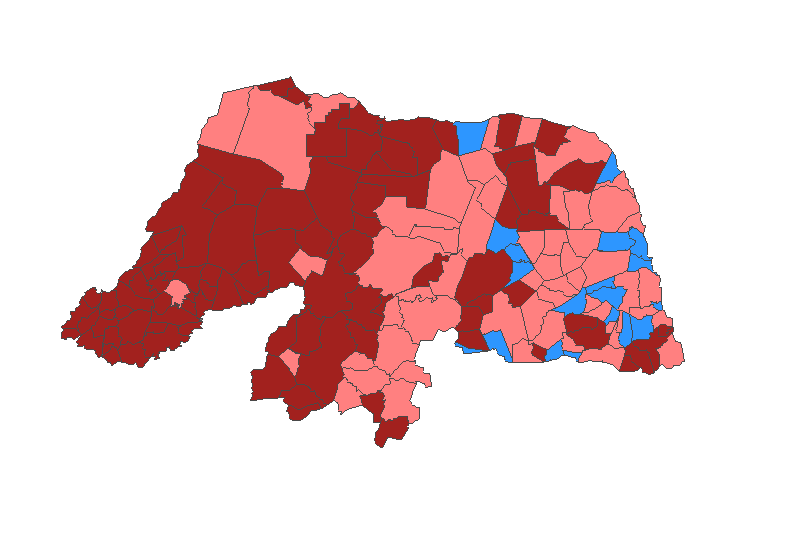
Rio Grande do Norte
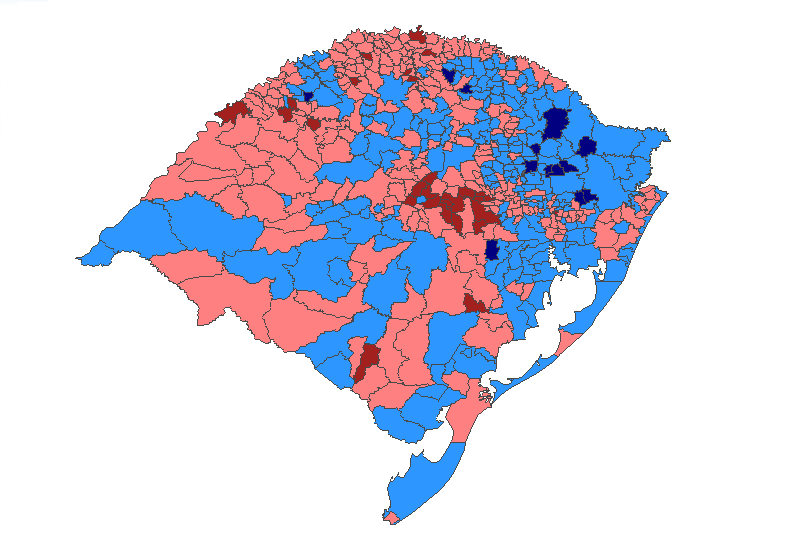
Rio Grande do Sul
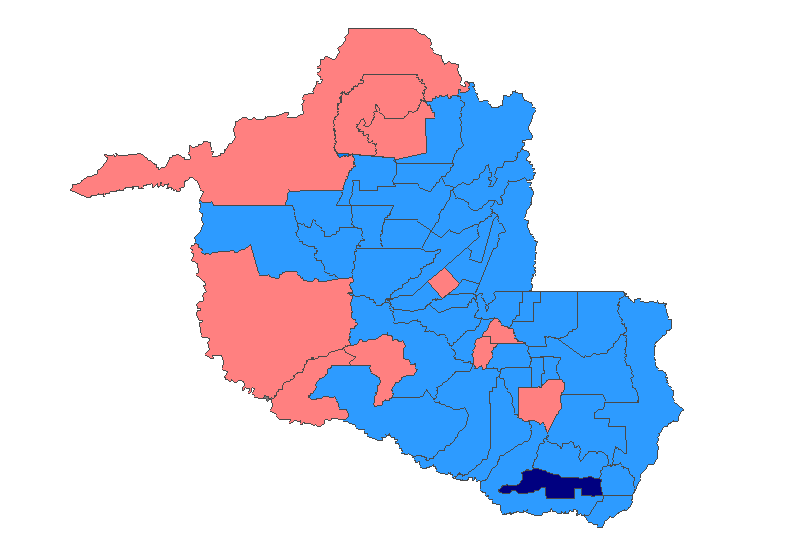
Rondônia
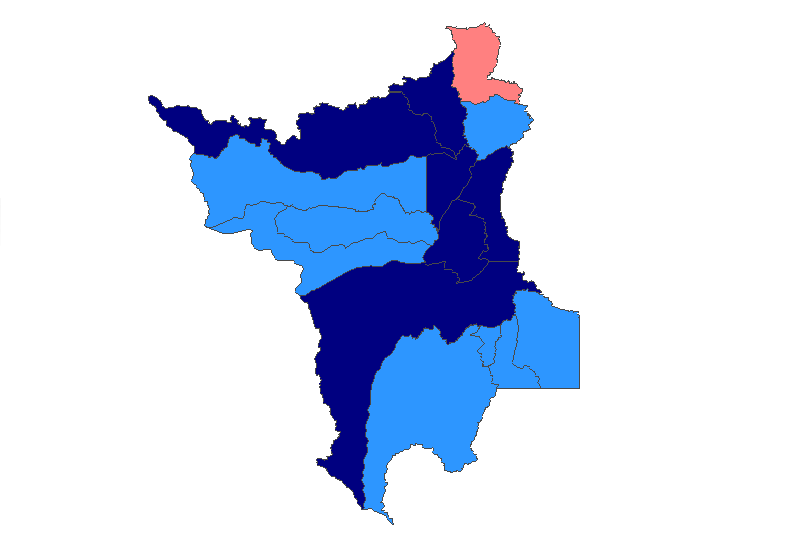
Roraima
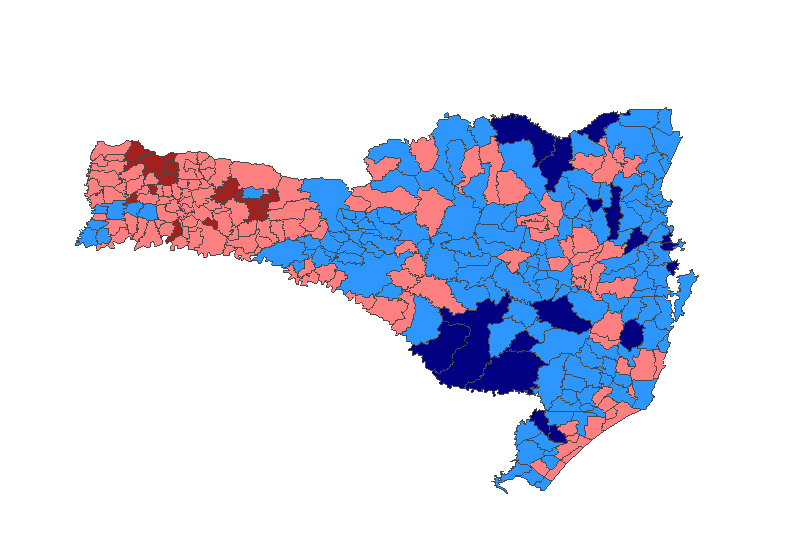
Santa Catarina
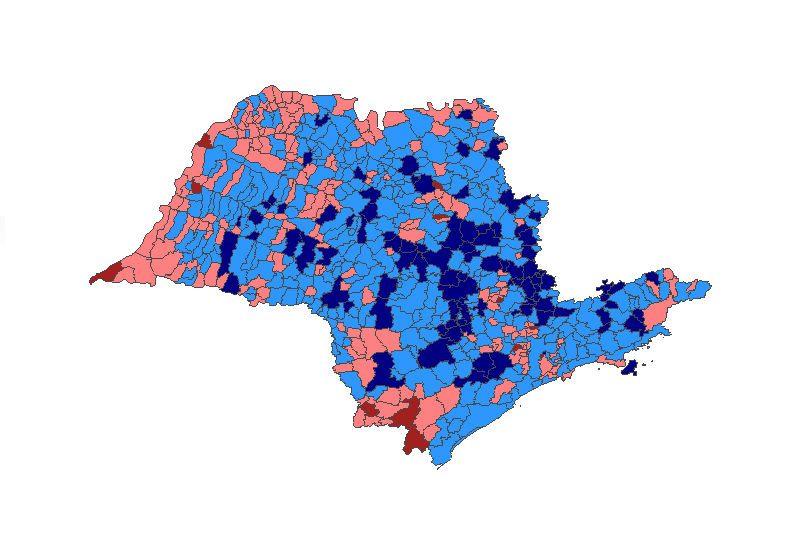
São Paulo
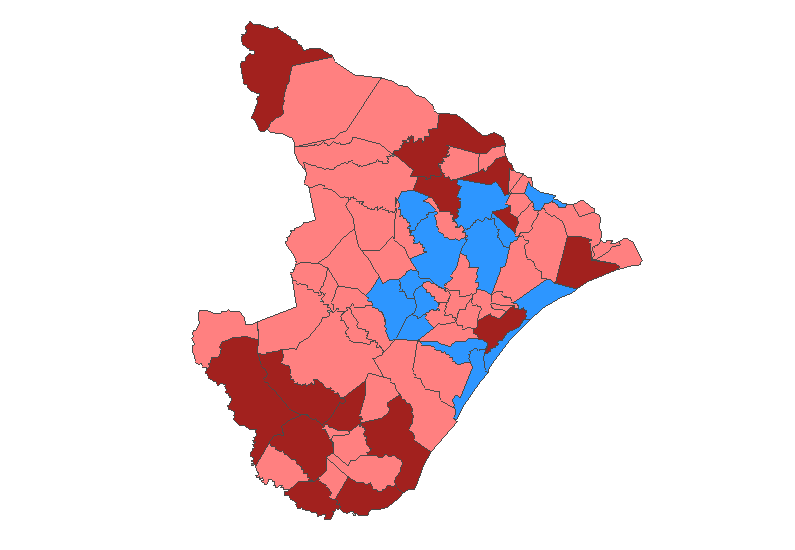
Sergipe
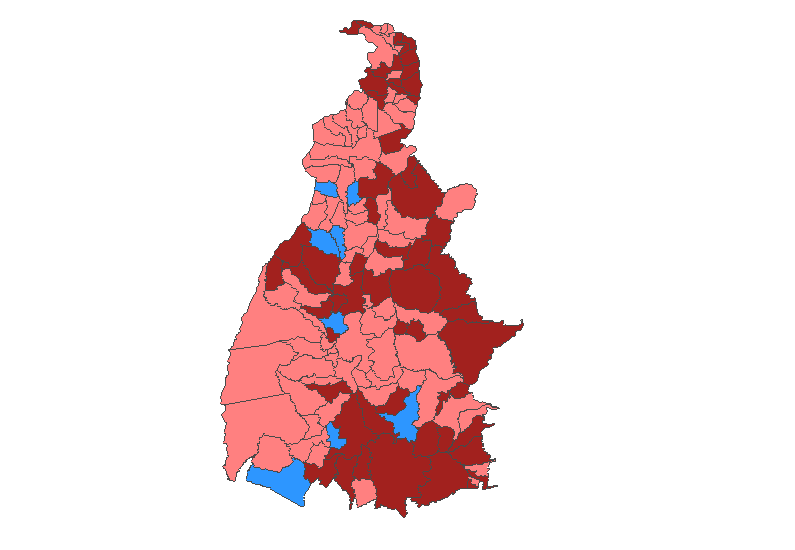
Tocantins

#### Por religião e etnia[110]
- Estimativas obtidas em pesquisa domiciliar do Ibope no dia da votação:

| Etnia   | Dilma | Serra |
| ------- | ----- | ----- |
| Brancos | 52%   | 48%   |
| Negros  | 65%   | 35%   |
| Pardos  | 60%   | 40%   |

| Religião     | Dilma | Serra |
| ------------ | ----- | ----- |
| Católicos    | 58%   | 42%   |
| Protestantes | 52%   | 48%   |